# Koninklijke Sphinx
Koninklijke Sphinx was een Nederlandse onderneming in Maastricht die aanvankelijk vooral aardewerk produceerde en later onder meer sanitair. Het was een Nederlandse onderneming die door Petrus Regout in 1834 in Maastricht werd opgericht. Het was de eerste grootschalig gemechaniseerde fabriek in Nederland en wordt gezien als bakermat van de industriële revolutie in Nederland. Bij de dood van Regout in 1878 werkten er ca. 2.500 arbeiders. Het bedrijf was aanvankelijk bekend als producent van geslepen kristal, glaswerk, serviesgoed en ander huishoudelijk aardewerk; later voornamelijk van tegels en sanitair, zoals wastafels en toiletpotten. Na het overlijden van de oprichter (1878) stond het bedrijf bekend als C.V. Petrus Regout & Co., en na het overlijden van Pierre Regout vanaf 1 januari 1898 als N.V. Kristal-, Glas- en Aardewerkfabrieken De Sphinx, v/h Petrus Regout en Co., in de wandeling kortweg "De Sphinx" genoemd. 
De fabriek hield op te bestaan in 2009, hoewel de merknaam "Sphinx" nog tot en met 2019 is gevoerd door het Zwitserse Geberit. Ook het in 1997 afgesplitste Sphinx Tegels heeft sinds 2008 geen productiefaciliteiten meer in Maastricht. De Sphinx en de daarmee nauw verbonden familie Regout heeft in Maastricht en omgeving veel sporen achtergelaten.

## Geschiedenis

### 1834-1870: stichting door Petrus Regout
De kiem van het bedrijf ligt bij een kristalslijperij, die door de koopman-industrieel Petrus Laurentius Regout (1801-1878) in 1825 was ingericht in een pand in de Jodenstraat in de Maastrichtse binnenstad. In 1827 verhuisde Regout met vrouw en kind naar de Boschstraat, waar het gezin pal tegenover de een jaar eerder geopende binnenhaven Bassin ging wonen. De kristalslijperij, nog niet gemechaniseerd en met slechts enkele werknemers, verhuisde mee. Aanvankelijk gingen de zaken goed, maar in 1830 kwam daar een abrupt einde aan door het uitbreken van de Belgische Opstand en de daaruit voortvloeiende Blokkade van Maastricht (1830-1833). Regout maakte het kristal niet zelf, maar voerde het als halffabriek in vanuit Luik. Handel met België was nu echter verboden en omdat de rest van Limburg zich had aangesloten bij de Belgische revolutionairen, was Maastricht ook afgesloten van de rest van Nederland. Toen het in 1834 toegestaan werd grondstoffen en halffabricaten uit België in te voeren, besloot Regout een eigen kristal- en glasblazerij te beginnen. In de tuin van een aangrenzend pand werd een "colossaal gebouw" opgericht, waarin plaats was voor tachtig slijpstoelen, aangedreven door een stoommachine van John Cockerill. Daarnaast herbergde het gebouw een in hetzelfde jaar opgerichte spijkerfabriek. Het jaartal 1834 is door de fabriek altijd aangehouden als de feitelijke stichtingsdatum.

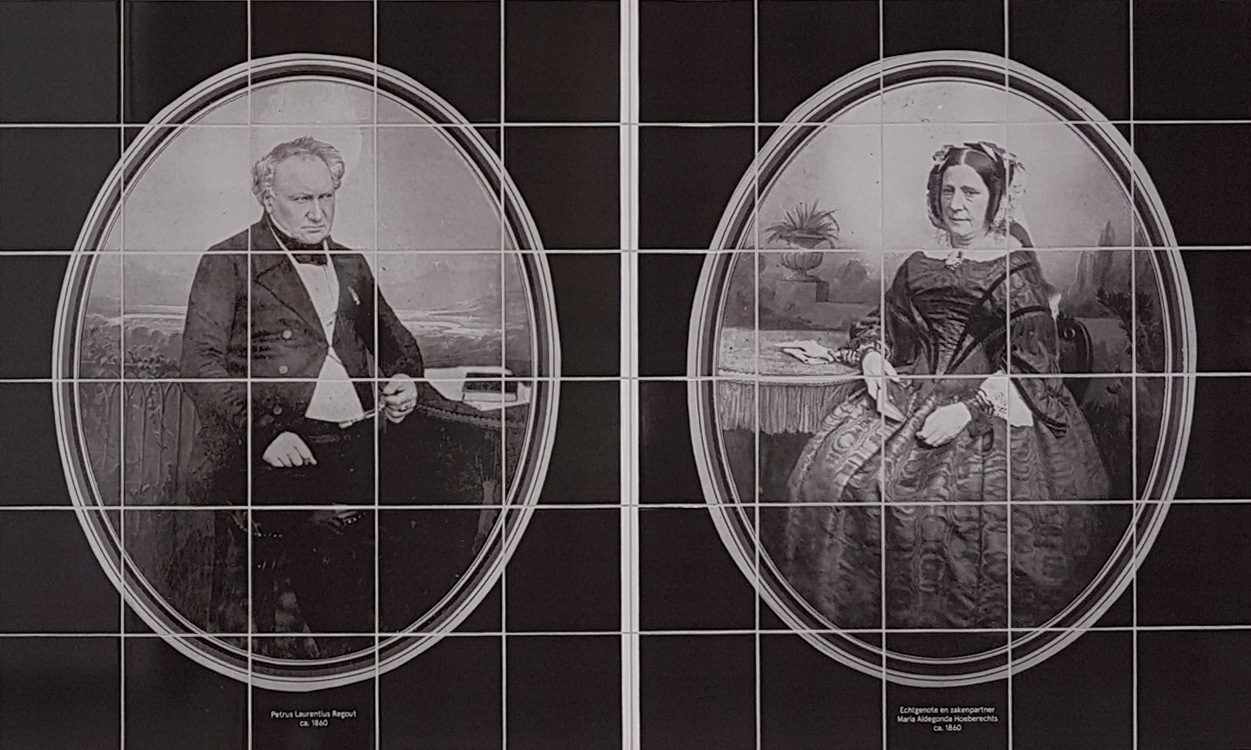
Petrus (I) Regout en zijn vrouw Aldegonda Hoeberechts, afgebeeld op een tegeltableau in de Sphinx Passage

In 1836 ging de aardewerkfabriek van start. Aanvankelijk produceerde Regout zogenaamd fayence commune, eenvoudig aardewerk met een zachte, rode scherf bestemd voor de lokale markt. Om zijn afzetgebied te vergroten moest hij echter concurreren met het toen zeer populaire Engelse creamware. Daarom nam hij in de jaren 1840 Engelse vakarbeiders in dienst en liet hij zelfs Engelse grondstoffen importeren. Met de spijker- en draadnagelfabriek, die in 1838 al 200 werknemers had, ging het na 1839 minder voorspoedig. Het bedrijf werd vanaf 1843 gecontinueerd door Petrus' broer Thomas Dominicus Regout, die al vrijwel vanaf het begin vennoot was. Petrus Regout was inmiddels begonnen met de fabricage van geweren, die hij aan het Rijk leverde. Deze onderneming werd geen succes en in 1851 verdween de geweerfabriek. Andere nevenactiviteiten waren wel succesvol, zoals de menie- en potasfabriek (1837), de kalkbranderij (1839) en de gasfabriek (1848). In enkele tientallen jaren groeide Petrus Regout & Co. uit tot een industrieel imperium, dat in 1850 600 werknemers, in 1860 1500 en in 1865 al meer dan 2000 arbeiders telde.
Door de enorm toegenomen activiteit bleek het Bassin al snel te klein. In 1848 vroeg Regout om vergunning om ook 's avonds te mogen laden en lossen, en een jaar later liet hij daartoe drie gaslantaarns plaatsen. Deze werden voorzien van gas uit de eigen gasfabriek, getransporteerd door glazen leidingen uit de eigen glasfabriek. In 1850 werd een spoorlijntje tussen de magazijnen van Regout en het Bassin in gebruik genomen, waarschijnlijk de eerste spoorlijn in Maastricht. De wagons werden voortbewogen met behulp van een stoomlier, waardoor de steile hellingbanen langs het Bassin geen belemmering meer vormden.
Tussen 1842 en 1861 kocht Petrus Regout het ene na het andere perceel aan de Boschstraat. Daartoe behoorde ook de Refugie van Hocht, die hij liet verbouwen tot een hôtel particulier met 64 vertrekken. In 1861 woonden hier enkele van zijn gehuwde kinderen. In 1863 verwierf hij tevens het voormalige Penitentenklooster, dat kort daarna afbrandde, waardoor er nog meer ruimte voor nieuwe fabrieken ontstond.

### 1870-1899: expansie onder Regouts zonen
Toen in 1870 zijn vijf zonen (Petrus (II), Edouard, Eugène, Louis en Gustave) mede-directeur werden, werd de naam van het bedrijf veranderd in Kristal-, Glas- en Aardewerkfabrieken Petrus Regout v.o.f.. In 1878 overleed Petrus ("Pie") Regout. Het bedrijf, dat toen ca. 2500 werknemers in dienst had en een oppervlakte van 9,8 hectare besloeg, werd door zijn zonen voortgezet onder de naam C.V. Kristal-, Glas- en Aardewerkfabrieken Petrus Regout & Co. In 1872 en 1876 wist de firma grote stukken grond aan de Maagdendries en langs de huidige Frontensingel te verwerven, deels voormalige vestinggronden, die na het opheffen van de vestingstatus (1867) waren vrijgekomen. Het fabrieksterrein werd gerationaliseerd en diverse fabriekjes en ovens uit de begintijd werden afgebroken. De gebouwen die ervoor in de plaats kwamen (Brikkenbouw, Mouleurs, Poortgebouw en Gipsfabriek) zijn grotendeels bewaard gebleven.
Terwijl de zonen van Petrus (I) Regout vennoot waren in het moederbedrijf aan de Boschstraat, begon een nieuwe generatie Regouts zich in de jaren 1880 te roeren. In minder dan tien jaar tijd werden op de rechter Maasoever, toentertijd op Meerssens grondgebied, drie nieuwe fabrieken gesticht. Zo richtte kleinzoon Louis Regout (1861-1915) in 1883 een porseleinfabriek op ten noorden van Station Maastricht, het tegenwoordige Koninklijke Mosa. Vijf jaar later begon zijn neef Alfred Regout (1858-1935) in hetzelfde gebied een tegelfabriek, Rema geheten, die tot 1965 zou blijven bestaan. Drie jaar later, in 1891, begon een andere neef, Frederik Regout (1858-1937), een aardewerkfabriek in het gebied "De Bek" bij Limmel, iets ten noorden van de Spoorbrug aan de Maas. Anders dan de eerder genoemde bedrijven, produceerde deze fabriek min of meer dezelfde producten als het "moederbedrijf" en werd daarom als een concurrent gezien. In 1896, na slechts vijf jaar zelfstandig te hebben gefunctioneerd, werd de fabriek overgenomen door het moederbedrijf, waarbij waarschijnlijk een te hoge prijs werd betaald. Desalniettemin was een lokale concurrent uitgeschakeld en werd het fabrieksareaal vergroot met een gunstig gelegen terrein van ruim zes hectare.

#### Kinderarbeid bij Regout/De Sphinx
Zoals overal werkten er in de negentiende eeuw ook in de fabrieken van Regout kinderen. Een telling aldaar in 1869 kwam uit op 103 kinderen op ca. 2000 werknemers. Hoe oud die kinderen waren, is niet bekend. Bijna twintig jaar later bleek tijdens de Arbeidsenquête van 1887 in de gezamenlijke Maastrichtse fabrieken de helft van de vijfduizend arbeiders jong te zijn, namelijk tussen de twaalf en achttien jaar. Dat was conform de Kinderwet van 1874.
Toen de Arbeidsenquête werd gehouden, was Petrus (I) Regout al tien jaar dood en al langer niet meer betrokken geweest bij het beleid van zijn bedrijf. Dat hij persoonlijk een tegenstander van kinderarbeid was bleek, toen hij in januari 1870, vier jaar voor de invoering in 1874 van het door de Tweede Kamer volledig uitgeklede Kinderwetje van Van Houten, verbood kinderen onder de twaalf jaar aan te nemen. De Courrier de la Meuse meldde in januari 1870:  "De heer Regout te Maastricht (heeft) het besluit genomen om geen kinderen meer in zijne fabriek op te nemen die hunne eerste Heilige Communie nog niet gedaan hebben."  Toentertijd deed men de Eerste Communie op twaalfjarige leeftijd en werden kinderen van twaalf jaar en ouder als volwassen beschouwd. Omdat in Maastricht geen van de andere grote werkgevers - met name de Société Céramique en de papierfabriek van Lhoëst - iets voelde voor deze beperking zolang de twaalfjarige leeftijd niet verplicht werd gesteld door de overheid, heeft de inmiddels in handen van de zonen Regout overgegane firma dit initiatief na zes maanden vanwege de oneerlijke concurrentie moeten prijs geven.
Het Kinderwetje van Van Houten uit 1874 bracht vier jaar later inderdaad die verplichte 12-jarige leeftijd, al was de controle op de handhaving ervan zwak. Het is goed mogelijk dat ook in Maastrichtse fabrieken de wet aan het eind van de negentiende eeuw werd ontdoken. Pas de streng gecontroleerde uitvoering van de Leerplichtwet (1900), met tot twaalf jaar zes dagen per week verplicht onderwijs, bracht hier verandering in. Leerplicht betekende overigens niet dat kinderen helemaal niet meer werkten. Pas de Arbeidswet van 1919 bevatte een verbod op elke vorm van (betaalde) arbeid door kinderen onder de 14 jaar, tenzij als vakantiebaantje en zonder nachtdienst. Dat kinderen voor- of na schooltijd thuis onbetaald meehielpen in huishouden of bedrijf, met name in de agrarische sector, was en bleef een zaak van de ouders. 
In de 20e eeuw zijn allerlei mythes ontstaan over de "uitbuiting" van arbeiders in 'de fabrieken van Regout', door agitatie vanuit de socialistische hoek. Toch zijn er geen aanwijzingen dat de situatie bij De Sphinx wezenlijk anders was dan elders. Vooral het gerucht dat er kinderarbeid op grote schaal zou plaatsvinden, is hardnekkig gebleken. In 1907 leidde een bekendmaking hierover door de socialist Servaas Baart tijdens een congres over arbeidstijden nog tot grote verontwaardiging in Nederland. Dat het bericht werd ontzenuwd door de katholieke politicus Piet Aalberse en ook volgens Het Volk, een socialistische krant, aantoonbaar onjuist bleek, zette weinig zoden aan de dijk.

### 1899-1954: De Sphinx
In 1899 had het bedrijf ongeveer 3000 werknemers in dienst, waarvan het merendeel betrokken was bij de aardewerkproductie. De onderneming heette vanaf dat jaar officieel De Sphinx v/h Petrus Regout & Co. Het gebruik van de sfinx als beeldmerk dateert al uit 1879 of eerder. De stichting en overname van de fabriek van Frederik Regout leidde rond deze tijd tot verdere onenigheid in de familie. In 1901 besloot het moederbedrijf op de locatie te Limmel tegels te gaan fabriceren, waarmee het een rechtstreekse aanval deed op de onderneming van Louis Regout, de Mosa. Als reactie daarop besloot Louis tot de oprichting van een eigen glasfabriek, de Stella. Deze zou in 1925 fuseren met de glasfabrieken van Sphinx, waardoor de Kristalunie ontstond. Daarmee kwam een einde aan de glasfabricage aan de Boschstraat.
De Eerste Wereldoorlog had desastreuze gevolgen voor de afzetmogelijkheden en het personeelsbestand bedroeg in 1918 nog maar 20% van wat het in 1914 was geweest. Na het afstoten van de glasfabricage begon een nieuwe periode van rationalisering, waarbij het accent verschoof naar de massaproductie van sanitair. Van 1929 tot 1941 kwamen de grote sanitairfabrieken Eiffel I, II en III tot stand. De ronde en vierkante ovens maakten plaats voor tunnelovens. In 1924 telde de skyline van de fabriek nog negentien ovens; in 1970 waren dat er nog vijf. Van 1934 tot 1954 stond Adolphe Regout aan het hoofd van het bedrijf. Hij leidde Sphinx door de moeilijke periode van jaren 30-crisis en Tweede Wereldoorlog, toen velen hun baan kwijt raakten.

### 1958-1994: fusie met Société Céramique

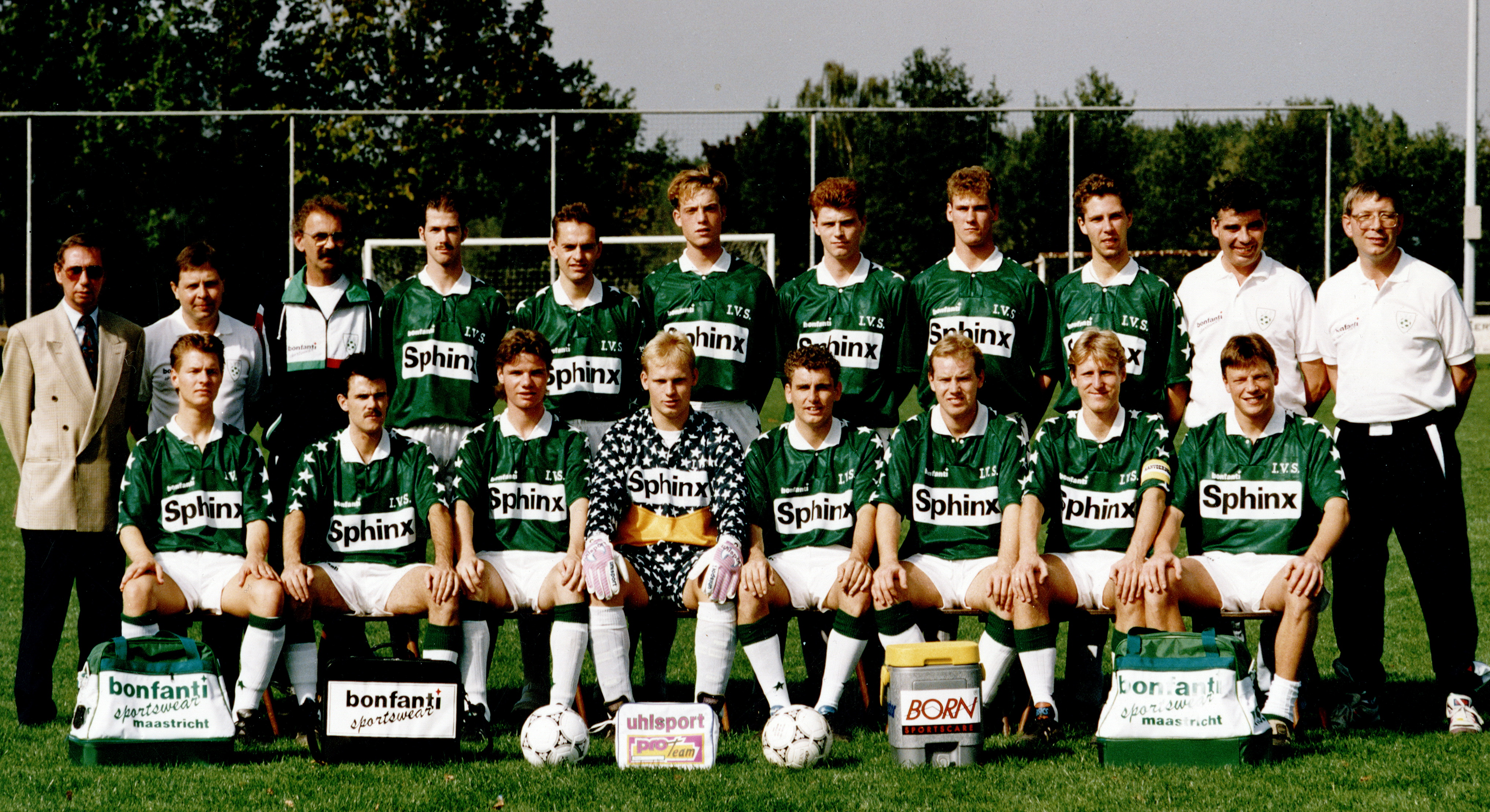
Het eerste elftal van VV IVS in door Sphinx gesponsorde shirts, jaren 1980

Na de opzienbarende fusie met de plaatselijke concurrent Société Céramique in 1958 telde de nieuwe onderneming meer dan 4000 werknemers. In 1959 kreeg het bedrijf het predicaat Koninklijk, waarna het in 1960 zijn naam wijzigde van N.V. Sphinx-Céramique naar N.V. Koninklijke Sphinx. Dat jaar nam het de N.V. Aardewerkfabriek "De Toekomst" in Oosterhout over (in 1980 gesloten). Op het voormalige terrein van de Société Céramique in Wyck werd in 1962 de filterzakjesfabriek Filtropa gevestigd (in 1992 verzelfstandigd). Van 1969-1977 was hier tevens een kaarsenfabriek gevestigd. In 1968 werd de B.V. Handelmij. Randwijck opgericht, die zich onder andere richtte op de verkoop van geschenkartikelen (in 1989 verzelfstandigd). In hetzelfde jaar werd in België de tegelfabriek van Hemiksem overgenomen (in 1978 gesloten). In 1969 eindigde de productie van zowel huishoudelijk aardewerk als hotelporselein, waarna het bedrijf zich nog meer op keramische sanitairartikelen richtte. Daarnaast werden ook nog tegels en vuurvaste huishoudelijke artikelen vervaardigd.
In het begin van de jaren 1970 vond een ingrijpende reorganisatie en decentralisatie plaats. In 1974 werd Sphinx overgenomen door het Britse concern Reed International (in 1986 weer ongedaan gemaakt, waarbij de activiteiten van Reed op de tegelmarkt door Sphinx werden voortgezet). Door de economische crisis genoodzaakt, introduceerde het bedrijf in die jaren arbeidstijdverkorting en vervroegde pensionering. In 1977 werd een stap gezet naar verdere internationalisering door de oprichting van verkoopkantoren in België, Frankrijk en Duitsland.
In 1987 vond de viering van het 150-jarig bestaan plaats, waarbij de 75.000 stuks omvattende aardewerkcollectie van de fabriek in langdurige bruikleen aan de Gemeente Maastricht werd afgestaan. In 1988 werd het 21 ha grote Céramique-terrein voor 55 miljoen gulden aan de Gemeente Maastricht verkocht. Met de goedgevulde "oorlogskas" ging Sphinx op het overnamepad. In de volgende jaren werden de volgende bedrijven ingelijfd: Wisa B.V., een producent van sanitaire kunststof in Arnhem (1988); Warneton S.A. in Waasten, de belangrijkste Belgische fabrikant van keramisch sanitaire producten (1989); Produits Céramique de Touraine S.A. in Selles-sur-Cher, een Franse producent van keramisch sanitair (1990); een belang van 46% in Schock Bad GmbH in Treuchtlingen, een Duitse badkamermeubelfabrikant (1991); Novoboch S.A., een Belgische producent van keramisch sanitair (1991); en Wallonit GmbH in Wallhausen, een Duitse producent van keramisch sanitair (1991). In 1992 werden de nieuw verworven Duitse belangen gebundeld in Deutsche Sphinx Sanitair GmbH. In 1993 volgde nog een joint venture met het Britse Hewitt, die zich op de ontwikkeling van technische keramiek ging richten.

### 1994-2009: overnames en fabriekssluiting

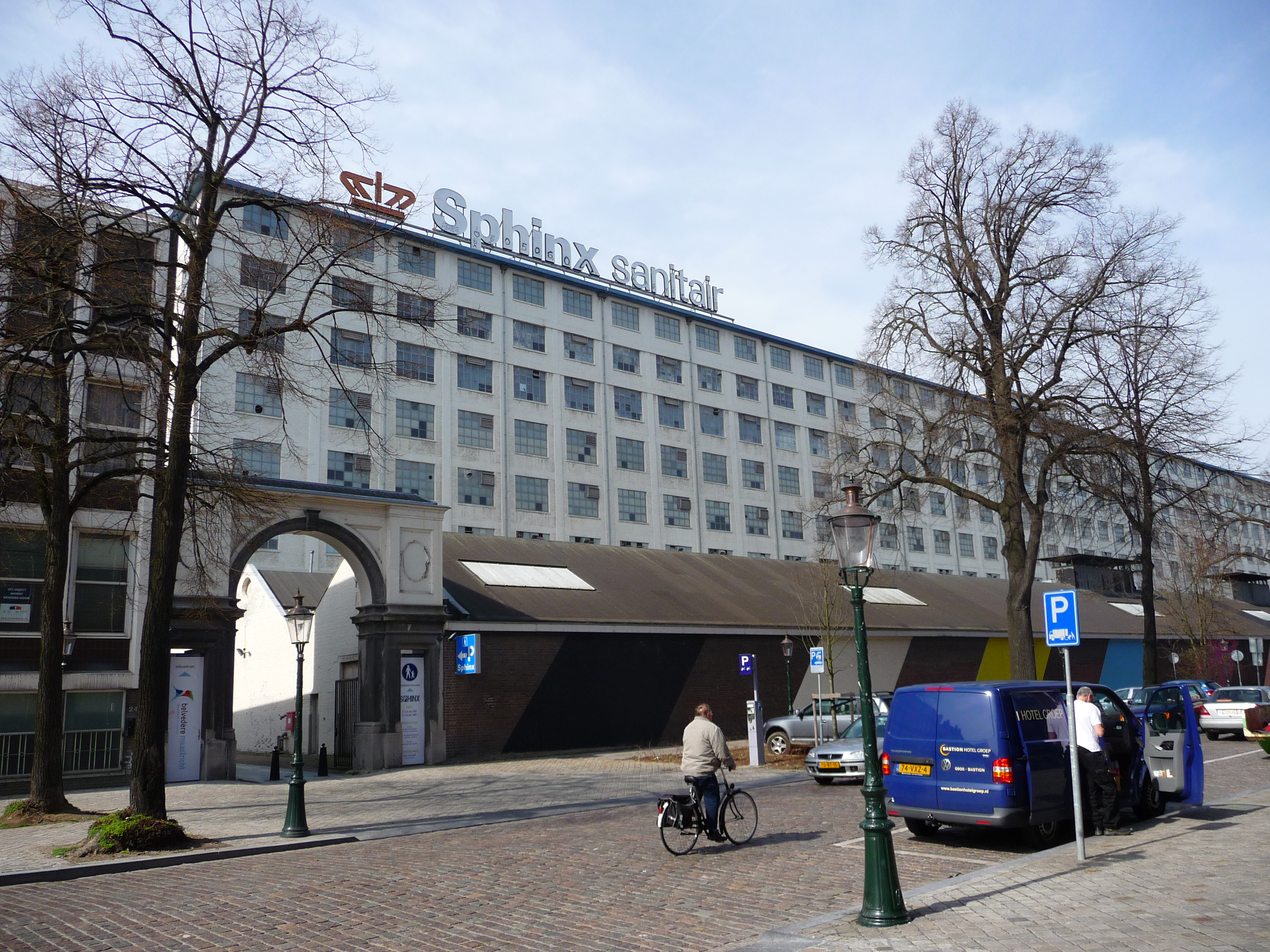
De Boschstraat in 2010, na het vertrek van Sphinx

In 1994 fuseerde het bedrijf met het Zweedse bedrijf Gustavsberg. De naam werd gewijzigd naar N.V. Koninklijke Sphinx Gustavsberg. Eind jaren negentig vond een strategische heroriëntatie plaats, waarbij gekozen werd voor concentratie op de kernactiviteiten. Sphinx Tegels, Schock Bad en Wisa werden verkocht. Tegelijkertijd werden nieuwe activiteiten ontplooid in de lagelonenlanden Polen en Slowakije, onder andere in Wrocław, Poznań en Nitra. In 1999 nam het Finse Sanitec het bedrijf over. Een jaar later eindigde de beursnotering van Sphinx Gustavsberg, waarna de naam van de Nederlandse tak werd gewijzigd in Koninklijke Sphinx B.V. In 2004 werd het fabrieksterrein in de Maastrichtse binnenstad voor 48 miljoen euro overgedragen aan de gemeente Maastricht. De helft van dat bedrag werd geïnvesteerd in een nieuwe fabriek; de andere helft was bedoeld voor een sociaal plan voor de ontslagen werknemers. Het sterk afgeslankte bedrijf verhuisde naar de "modernste sanitairfabriek van Europa" in de Beatrixhaven, door koningin Beatrix in maart 2007 geopend. De in 1997 verzelfstandigde tegeldivisie Sphinx Tegels in Limmel ging in 2008 failliet.
In 2009 maakte Sanitec bekend dat de productieactiviteiten van Sphinx in Maastricht zouden worden overgebracht naar Zweden, omdat de Maastrichtse fabriek te klein zou zijn. De ruim honderd overgebleven werknemers (in 2007 nog 400) verloren hun baan. In Maastricht is sindsdien alleen nog een showroom van B.V. De Sphinx Maastricht. Sanitec werd op zijn beurt in 2015 overgenomen door het Zwitserse Geberit, marktleider in Europa op het gebied van badkamerproducten. Binnen deze multinational was Sphinx slechts een van de vele merknamen en per 1 januari 2020 is het merk helemaal verdwenen. Volgens voormalig Sphinx-directeur Ed Evers, die het bedrijf in zijn laatste fase meemaakte, waren "hoogmoed en hebzucht" de oorzaak van de teloorgang van het 175 jaar oude Sphinx. In 2014 publiceerde Hans Kanters, ook een voormalig directeur, het boek Gedane zaken, waarin hij kritisch terugkijkt op zijn jaren bij de keramiekfabrikant. Volgens Kanters probeerde de directie te veel de aandeelhouders tevreden te houden, onder andere door onrendabele overnames in Wallonië en Oost-Duitsland, en hadden managers te weinig aandacht voor klantenbinding en productontwikkeling.

### Overzicht naamgeving
| Periode    | Naam                                                           |
| ---------- | -------------------------------------------------------------- |
| 1834-1870  | Petrus Regout & Co.                                            |
| 1870-1878  | Kristal-, Glas- en Aardewerkfabrieken Petrus Regout v.o.f.     |
| 1878-1899  | C.V. Kristal-, Glas- en Aardewerkfabrieken Petrus Regout & Co. |
| 1899-1958  | N.V. De Sphinx v/h Petrus Regout & Co.                         |
| 1958-1960  | N.V. Sphinx-Céramique                                          |
| 1960-1994  | N.V. Koninklijke Sphinx                                        |
| 1994-2001  | N.V. Koninklijke Sphinx Gustavsberg                            |
| 2001-2012  | Koninklijke Sphinx B.V.                                        |
| 2012-heden | B.V. De Sphinx Maastricht (geen productiebedrijf)              |

### Overzicht bedrijfsleiding
Onderstaande tabel geeft een overzicht van vennoten, commissarissen, directieleden en andere bestuurders binnen het bedrijf. Door op de pijltjes te klikken kunnen de gegevens per kolom gesorteerd worden. De kolom 'Tak' geeft aan – indien van toepassing – tot welke tak binnen de familie Regout iemand behoort, door afstamming of door huwelijk. In de namenlijst vindt de sortering eerst op achternaam plaats, daarna op voornaam. NB: de periode na 1960 behoeft nog aanvulling!
| Tak | Naam                                                                          | Actief         | Functies Petrus Regout & Co. / De Sphinx / Koninklijke Sphinx | Functies elders | Afbeelding |
| --- | ----------------------------------------------------------------------------- | -------------- | ------------------------------------------------------------- | --- | ---------- |
| –   | Petrus (I) L. Regout                                                          | 1826/34-1878   | oprichter, directeur                                          | oprichter-directeur Maastrichtsche Spijker- en Draadnagelfabriek; oprichter-directeur gewerenfabriek; oprichter-directeur gasfabriek  |            |
| I   | Petrus (II) A.H. Regout                                                       | 1870-1897      | vennoot, directeur                                            | |            |
| II  | Edouard H.T. Regout                                                           | 1870-1878      | vennoot                                                       | |            |
| III | Eugène B.H. Regout                                                            | 1870-1908?     | vennoot, directeur                                            | directeur Maastrichtsche Spijker- en Draadnagelfabriek                                                                                |            |
| IV  | Louis H.G. Regout                                                             | 1870-1905?     | vennoot, directeur                                            | oprichter/directeur Louis Regout & Zn. / Mosa                                                                                         |            |
| V   | Gustave (I) J.H. Regout                                                       | 1870-1899      | vennoot, commissaris                                          | |            |
| I   | Petrus (III) H. Regout                                                        | ca. 1865-1928  | directeur                                                     | voorzitter raad van beheer en directeur KNP                                                                                           |            |
| I   | Alfred H. Regout                                                              | ca. 1876-1935? | afdelingschef?                                                | oprichter/directeur Vloertegelfabriek Alfred Regout & Co.                                                                             |            |
| II  | Théodosie M.M.L. Regout-Kersten                                               | 1878-?         | commanditair vennoot                                          | |            |
| II  | Frederik H.D. Regout                                                          | 1878-1891      | afdelingschef?                                                | oprichter/directeur aardewerkfabriek F. Regout & Co. (1891-1896) en N.V. Kunstzinn / N.V. Urania (1903-1910)                          |            |
| ♀   | Maria (Mimi) G. Regout                                                        | 1879-1898      | commissaris                                                   | |            |
| ♀   | Fernand A.H.M. Weustenraad (zoon van M.G.H. "Mimi" Regout)                    | 1893-1933      | commissaris, bestuurder                                       | |            |
| ♀   | Charles A.M.E. burggraaf van Aefferden (schoonzoon van J.H. "Pauline" Regout) | 1893-1922      | commissaris                                                   | |            |
| ♀   | Hubert J. Brouwers (echtgenoot van Émilie M.H.A. Regout)                      | 1879-1899      | commissaris                                                   | |            |
| ♀   | Paul M.F.H. Brouwers (zoon van Émilie M.H.A. Regout)                          | 1899-1923      | bestuurder                                                    | |            |
| ♀   | Hubert P.G.E.J. Brouwers (zoon van Émilie M.H.A. Regout)                      | 1899-1935      | commissaris                                                   | |            |
| III | Theodoor K.M. Jansen (zoon van Émilie M.H.A. Regout)                          | 1899-1937      | commissaris, bestuurder                                       | bestuurder N.V. Maastrichtsche Spijker- en Draadnagelfabriek v/h Thomas Regout & Co.                                                  |            |
| I   | Jules (II) W.M.H. Regout                                                      | ca. 1901-1956? | bestuurder                                                    | directeur N.V. Wolindustrie v/h Jules Regout & Co.; directeur S.A. Textile de Pepinster; voorzitter raad van bestuur N.V. Kristalunie |            |
| V   | Gustave (II) J.M.E. Regout                                                    | 1902-1920      | commissaris                                                   | |            |
| I   | Pierre (IV) G.H. Regout                                                       | ca. 1902-1967? | bestuurder                                                    | directielid KNP; bestuurder ENCI |            |
| II  | Joseph (II) F.E. Regout                                                       | ca. 1910-1971? | gedelegeerd bestuurder                                        | |            |
| I   | Charles (II) E.P. Regout                                                      | ca. 1915-1967  | voorzitter raad van bestuur                                   | |            |
| V   | Adolphe E.H.J. Regout                                                         | 1922-1952      | gedelegeerd bestuurder, voorzitter raad van bestuur           | |            |
| ♀   | Charles A.H.M. burggraaf van Aefferden (kleinzoon van J.H. "Pauline" Regout)  | 1922-na 1959   | commissaris                                                   | |            |
| V   | Clément A.H. Regout                                                           | 1925-1988      | commissaris                                                   | |            |
| ♀   | Léon M.J.H. Brouwers (zoon van Émilie M.H.A. Regout)                          | 1925-1945      | bestuurder                                                    | |            |
| III | Léon Lhoest (kleinzoon van Eugène Regout)                                     | 1936-1968?     | commissaris, bestuurder, bestuursvoorzitter                   | bestuursvoorzitter KNP; bestuursvoorzitter ENCI; diverse andere commissariaten                                                        |            |
| V   | Marc R.M. Regout                                                              | 1945-1971      | gedelegeerd bestuurder                                        | |            |
| V   | Félix A.E. Regout                                                             | 1946-1968      | directeur                                                     | |            |
|     | Henri C.J.H. Gelissen                                                         | 1947-na 1959   | bestuurder                                                    | directeur N.V. Elektrochemische Industrie (Roermond); directeur PLEM                                                                  |            |
| V   | Roger M.A. Regout                                                             | 1952-1971      | bestuurder                                                    | |            |
|     | L.M.J.G. graaf de Meeûs d'Argenteuil                                          | 1959-?         | bestuurder                                                    | |            |
|     | C.-A.G.R.M.G.C. graaf de Meeûs d'Argenteuil                                   | 1959-?         | adjunct directeur-generaal                                    | |            |
|     | S.M.J.G. burggraaf de Bissy                                                   | 1959-?         | commissaris                                                   | |            |
|     | P.M.J. van Wassenhove                                                         | 1959-?         | directeur generaal                                            | |            |
| III | Yves R.E. Regout                                                              | 1968-1996      | directeur                                                     | |            |

## Erfgoed

### Gebouwen

#### Sphinxterrein Boschstraat
De neoclassicistische fabriekspoort aan de Boschstraat uit circa 1865 is het oudste onroerend erfgoed op het terrein. De poort betekende voor duizenden arbeiders het begin of einde van een (lange) werkdag en is op veel oude foto's en tekeningen te zien. De hoge, bakstenen fabrieksmuur is omstreeks 1875 opgetrokken en is langs de Frontensingel nog vrijwel intact. De oudste gebouwen op het terrein liggen achter het noordelijk deel van deze muur. Op de hoek met de Boschstraat ligt de 'Kop van de Sphinx', een viertal deels met elkaar verbonden gebouwen, waarvan het Poortgebouw met de poort uit 1873 het oudste is. Het Gipsgebouw en het Molengebouw dateren beide uit 1893, maar laatstgenoemd bouwwerk werd in 1918 met enkele verdiepingen verhoogd. Het Vormenmagazijn werd in 1903 tegen de noordwestelijke fabrieksmuur aan gebouwd. Aansluitend liggen de zogenaamde 'Mouleurs' of 'Belgen' uit 1875-85, voorbeelden van de Belgische fabrieksbouwstijl. Het zijn langgerekte gebouwen van donkere baksteen met drie verdiepingen onder hoge pannendaken. De Brikkenbouw dateert eveneens uit deze periode, maar staat los van de Mouleurs. Het oorspronkelijk uit twee verdiepingen bestaande gebouw werd in 1926 verhoogd met vier etages in gewapend beton.
Het donkere, bakstenen gebouw van vier tot vijf verdiepingen aan de westzijde van de Boschstraat is de sanitairfabriek van 1911. Het zuidelijk deel hiervan (de gipsfabriek) dateert uit 1877. Ertegenover liggen de Sphinx magazijnen uit 1905, onderdeel van de Timmerfabriek, waarin thans het popcentrum Muziekgieterij, het architectuurcentrum Bureau Europa en het filmhuis Lumière Cinema gevestigd zijn. Het grote magazijngebouw van donkere baksteen telt twee bouwlagen onder dwars geplaatste sheddaken, die echter alleen vanaf de achterkant zichtbaar zijn. De aan de zuidzijde ervan gelegen toonzaal heeft een burgerlijk-chic interieur in verband met de oorspronkelijke functie als zakelijke ontvangstruimte. De elektriciteitscentrale uit 1910 is een eclectisch gebouw op de hoek van het Bassin en de Zuid-Willemsvaart. De ketelhuizen in functionele stijl dateren uit 1910 en 1933. In het interieur vormen deze met de elektriciteitscentrale één doorlopende ruimte. De filmzalen liggen deels ondergronds, zodat het zicht op de historische dakconstructies bewaard is gebleven. Het naastgelegen Hennebiquegebouw uit 1911, met een vroege toepassing van het Hennebiquesysteem, is waarschijnlijk het oudste betonnen gebouw in Maastricht.
Het 180 m lange en acht verdiepingen hoge Eiffelgebouw domineert het Sphinxkwartier. Het gebouwencomplex in de stijl van de nieuwe zakelijkheid is in drie fasen tot stand gekomen: het middendeel in 1929, het zuidelijk deel in 1930 en het noordelijk deel in 1941. Bij de verbouwing van 2014-17 is een deel van de gevel op de begane grond verwijderd, waardoor een onderdoorgang is ontstaan. Een deel van de glasstraten is bewaard gebleven als museale wandelroute (Sphinx Passage). De nieuwe showroom voor sanitairproducten kwam in 1950 gereed naar een ontwerp van de Amsterdamse architect Jan van Erven Dorens. Het kantoorgebouw aan de Boschstraat staat pal naast de fabriekspoort. Het gebouw uit 1954-56 werd ontworpen in functionalistische stijl door A. Postma uit Deventer.

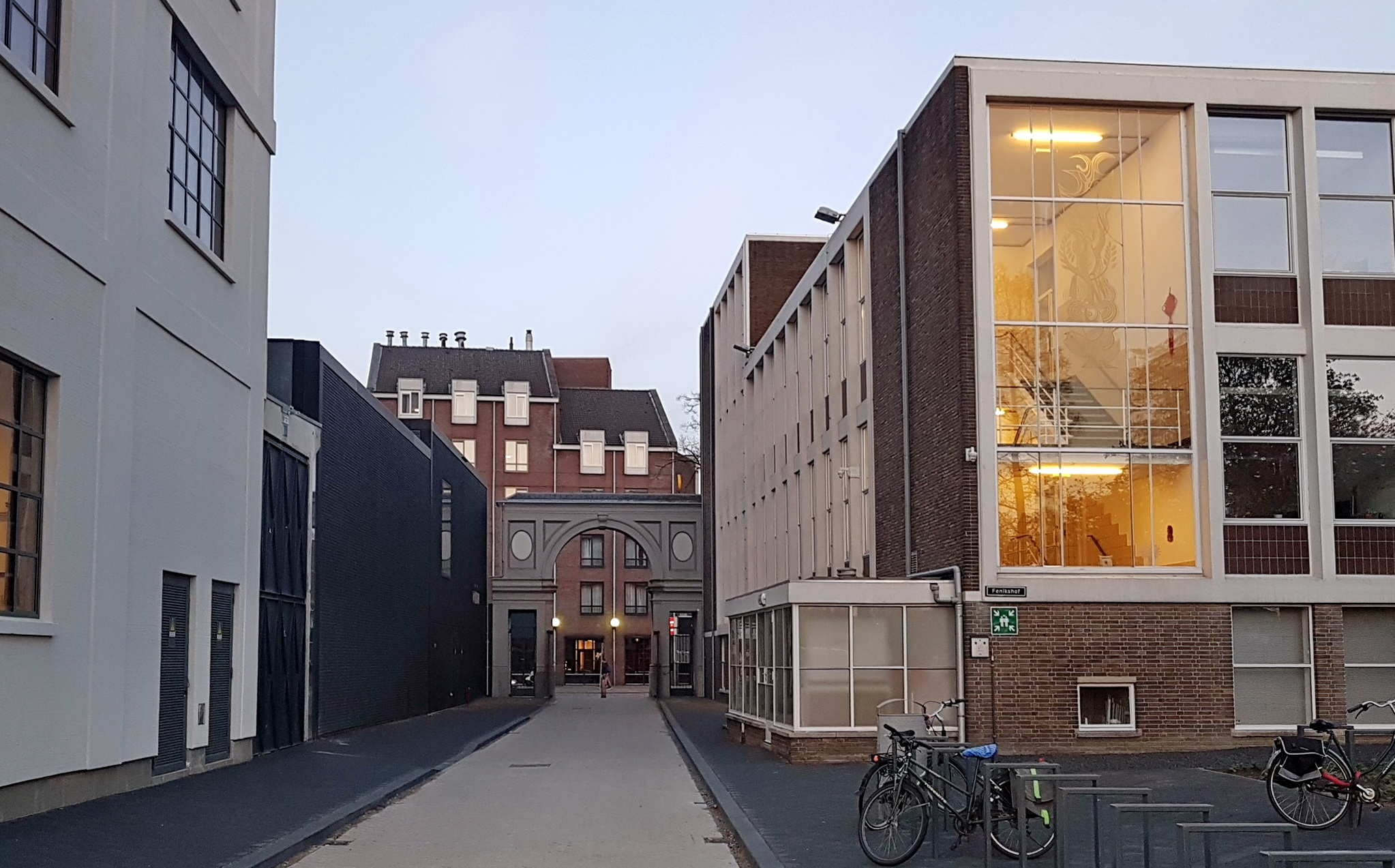
Eiffel Zuid, fabriekspoort en kantoorgebouw
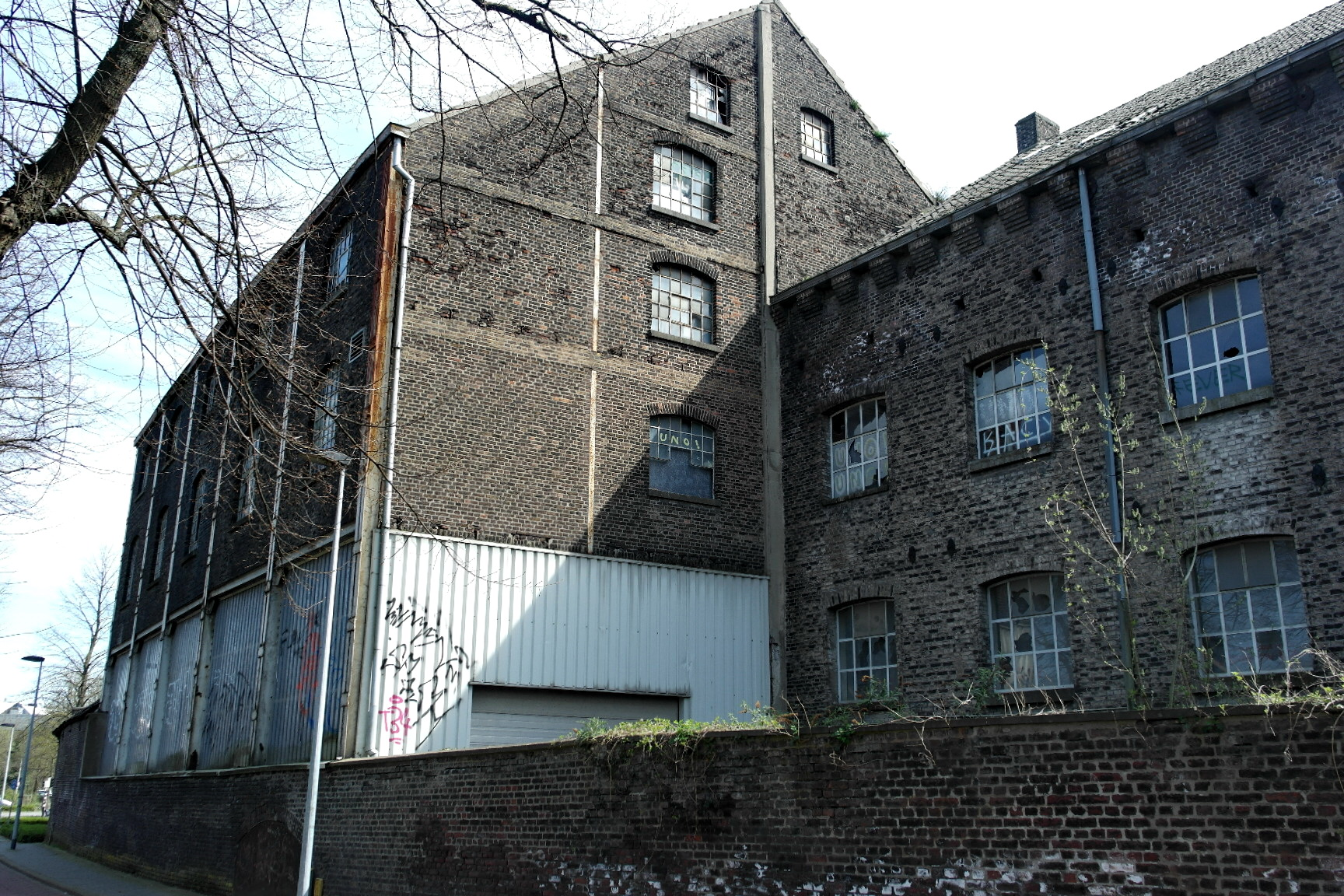
Fabrieksmuur, Kop van de Sphinx en Mouleurs
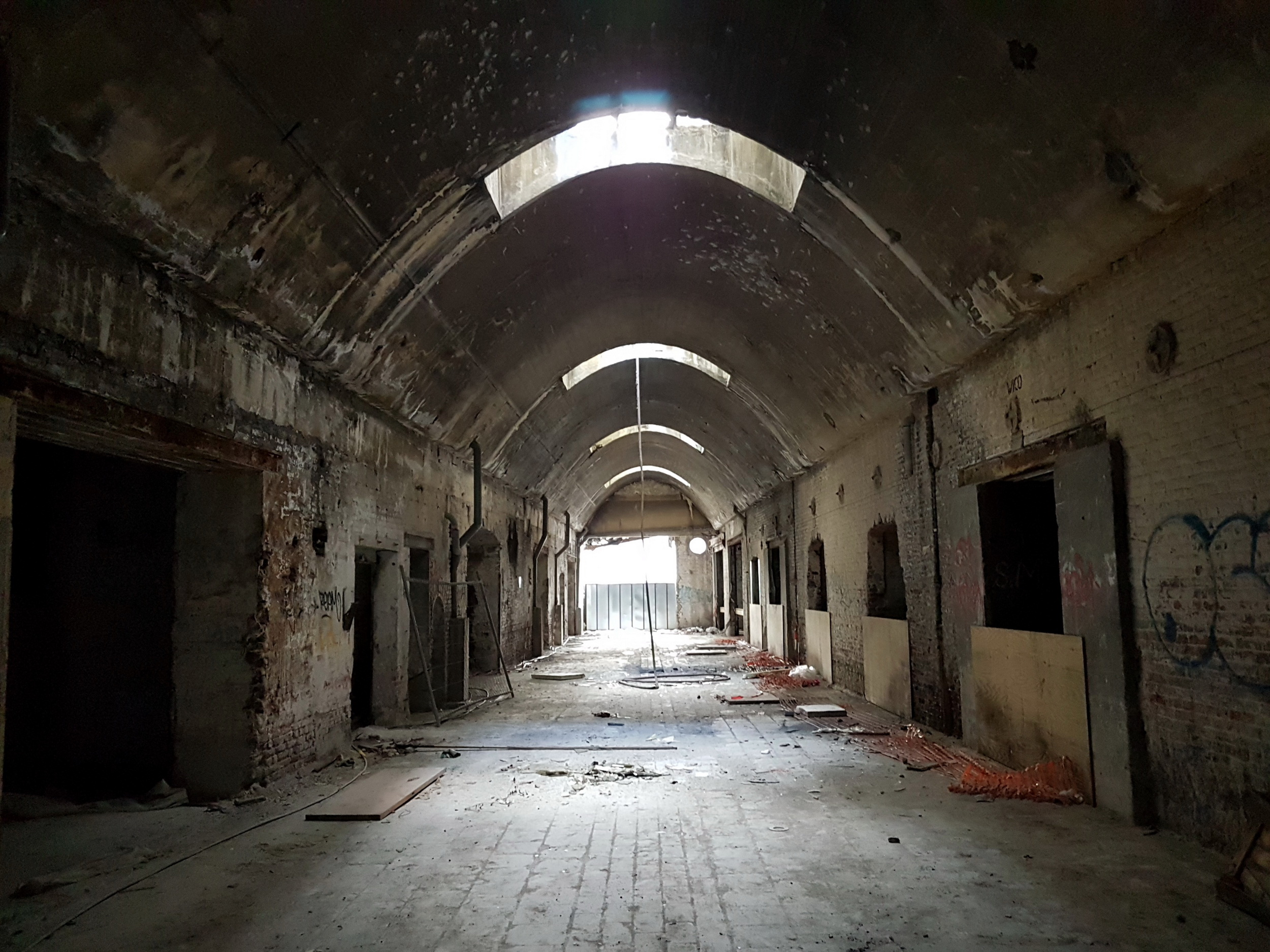
Tunnel tussen Molengebouw en Sanitairfabriek
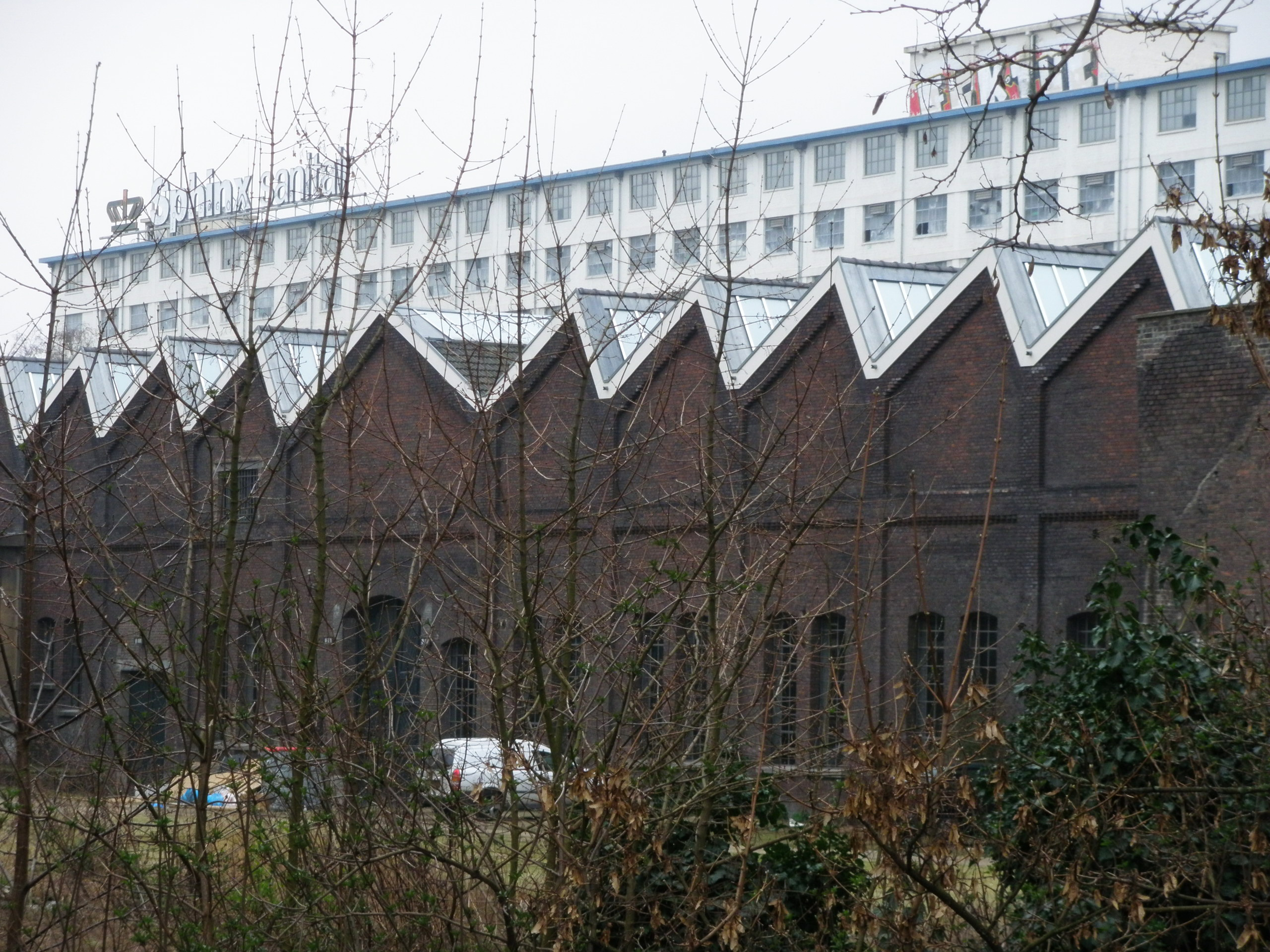
Sheddaken magazijnen en Eiffelgebouw

#### Céramiqueterrein Wyck
Op het voormalige terrein van de Société Céramique is in de jaren 1990 de prestigieuze woonwijk Céramique verrezen met gebouwen van internationaal bekende architecten. De straten zijn genoemd naar Maastrichtse glas- en aardewerkfabrieken, en naar ontwerpers die in deze fabrieken werkten. Slechts enkele industriële monumenten bleven bewaard: een deel van de fabrieksmuur langs de Heugemerweg, de villa van fabrieksdirecteur Victor Jaunez aan de Maas, de Bordenhal uit circa 1880 (tegenwoordig de thuisbasis van Toneelgroep Maastricht) en de Wiebengahal. Die laatste is een restant van een complex van moderne fabriekshallen, Division II genoemd, dat in 1912 naar ontwerp van de ingenieur-constructeur Jan Wiebenga werd gebouwd. Het betonskelet en het schaaldak zijn typerend voor de stijl van het nieuwe bouwen.

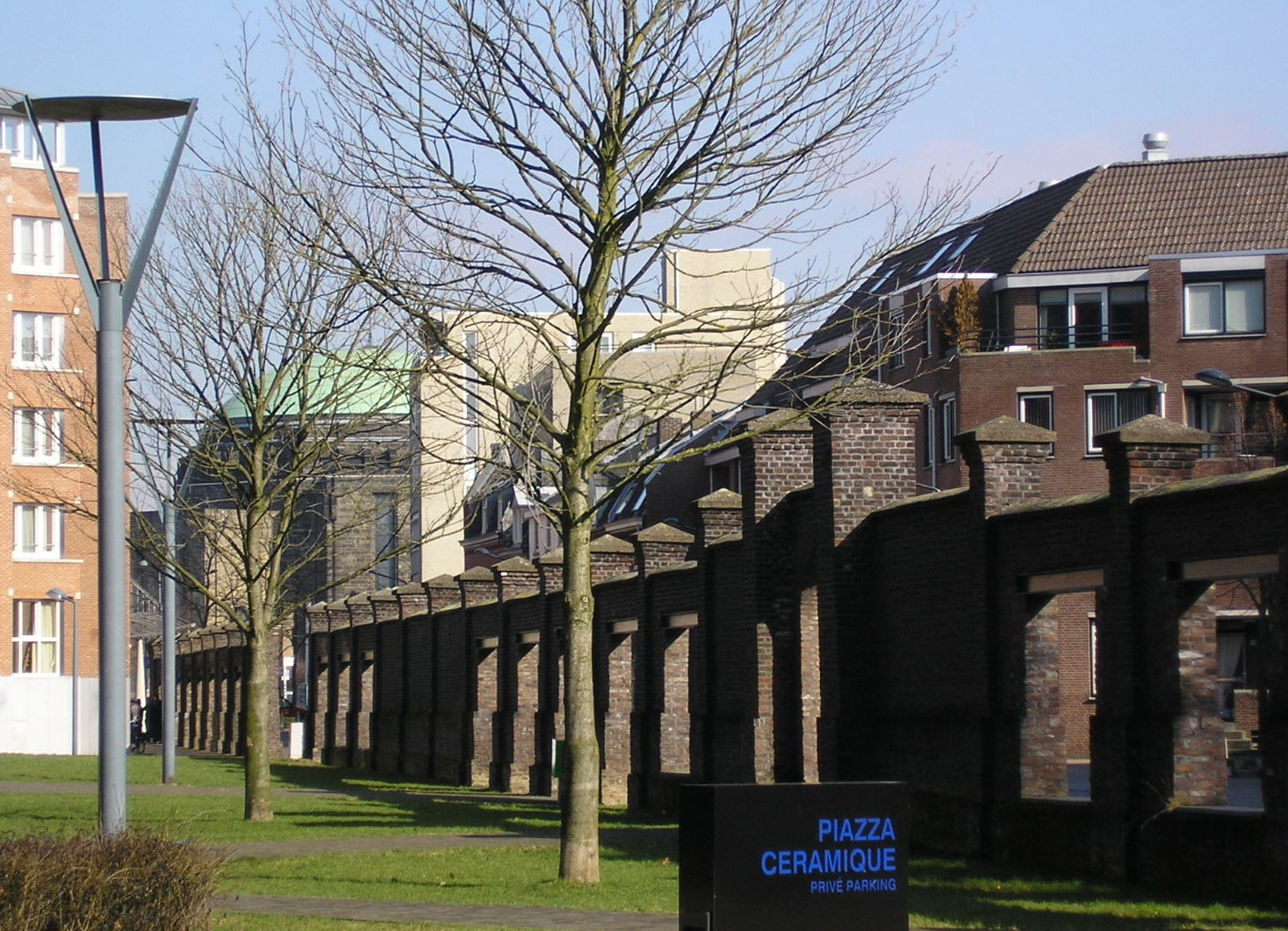
Fabrieksmuur Heugemerweg
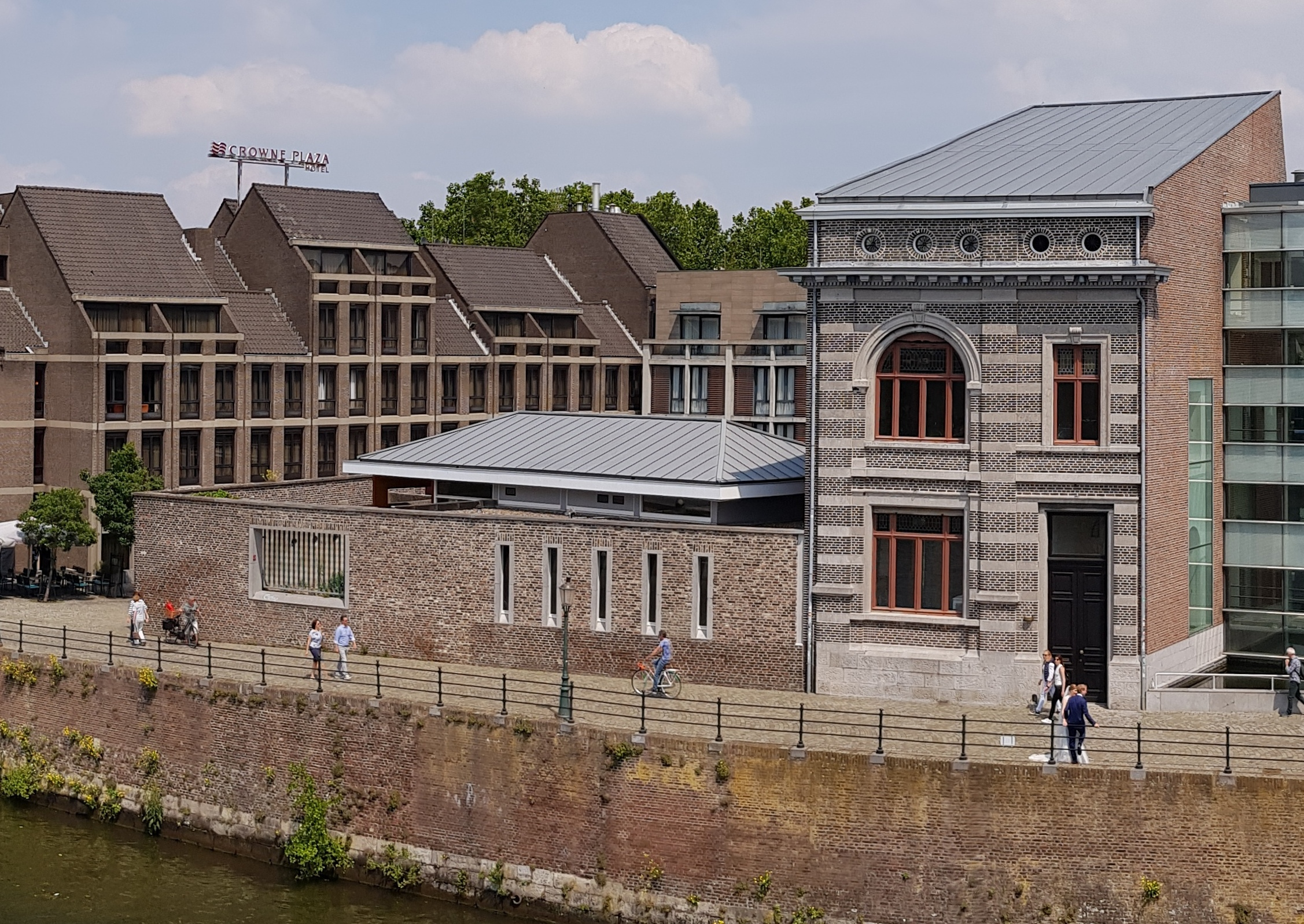
Villa Jaunez en tuinmuur
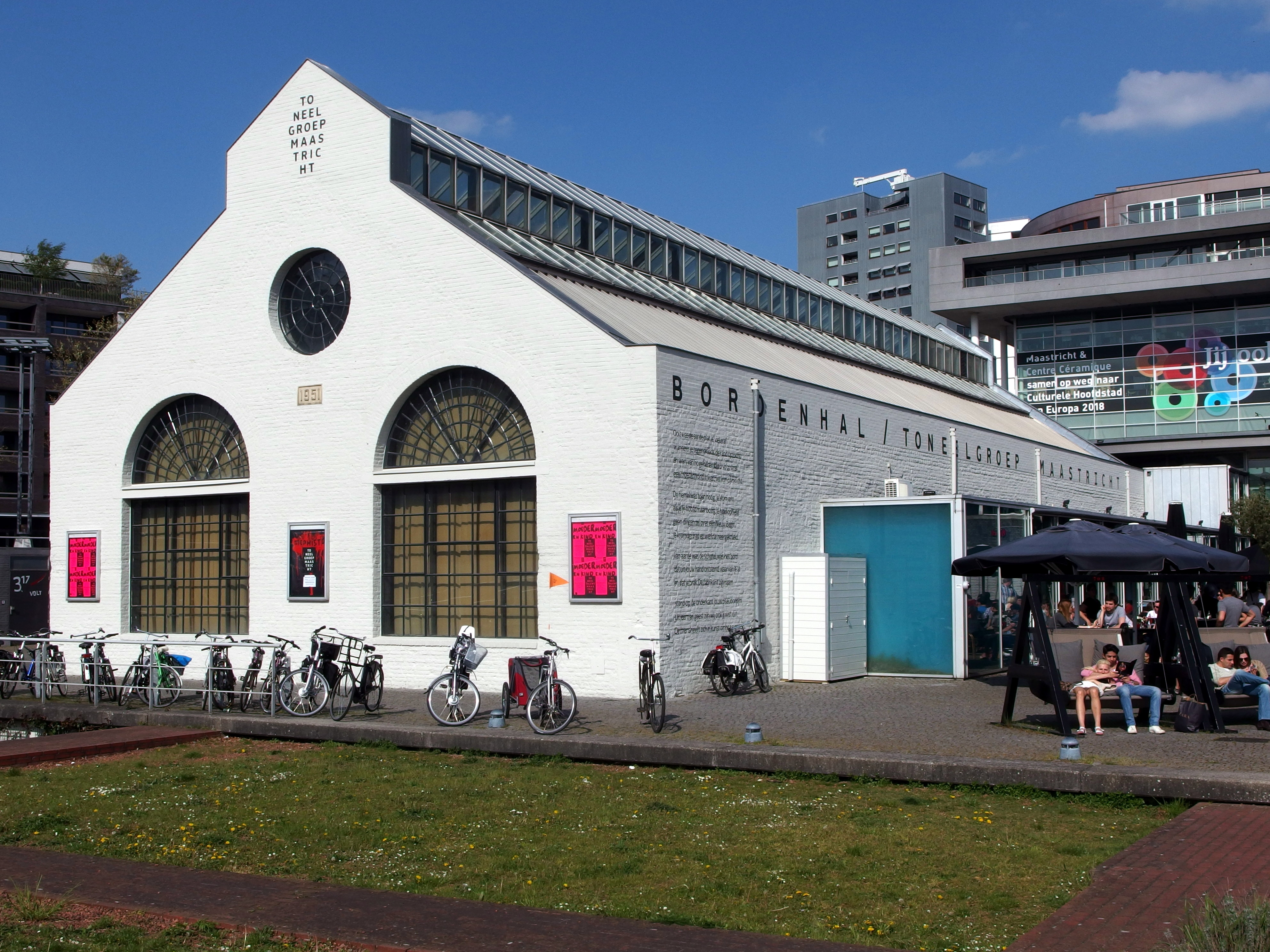
Bordenhal Plein 1992
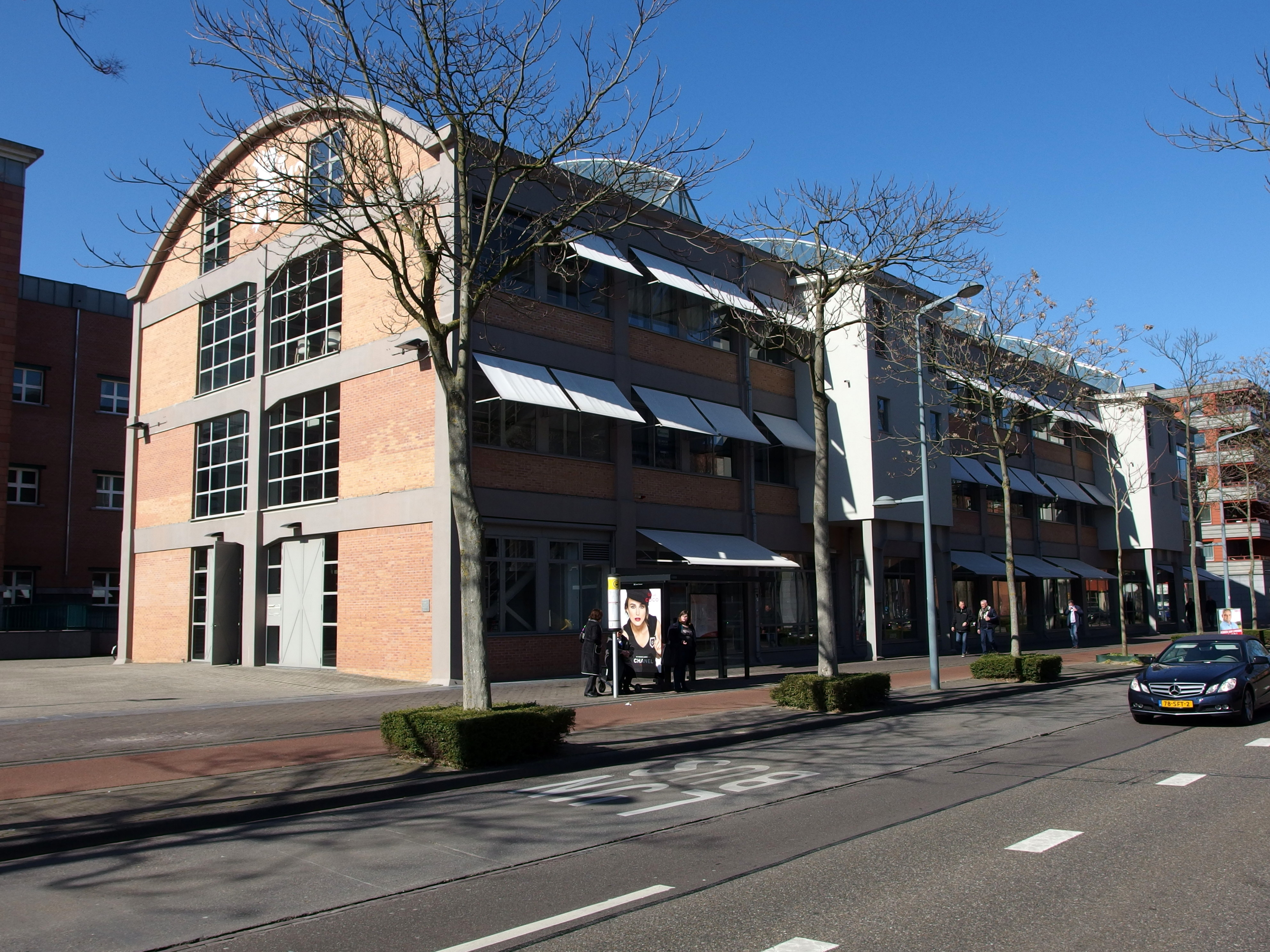
Wiebengahal

#### Elders

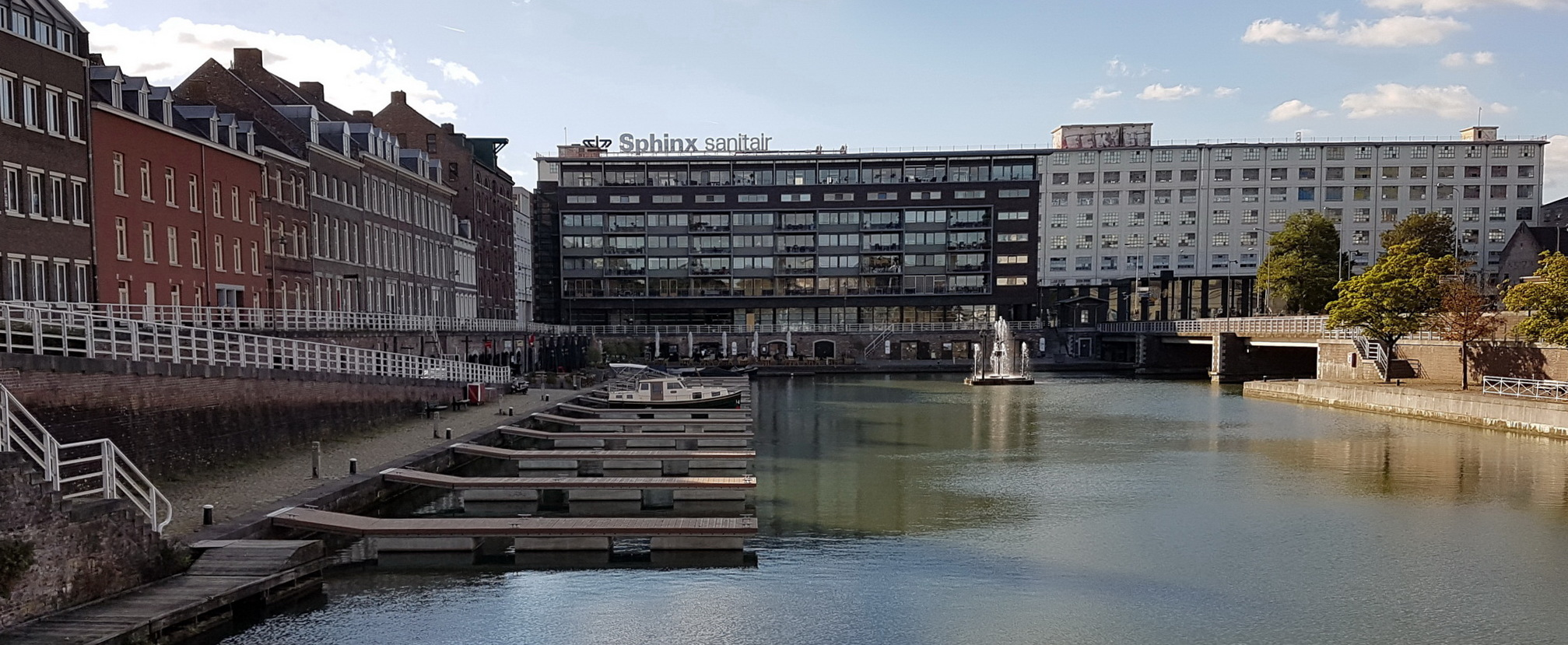
Kades en werfkelders aan het Bassin

Aan het Bassin zijn enkele kades en werfkelders uit de periode 1857-68 bewaard gebleven, die voornamelijk door de fabrieken van Regout gebruikt werden. De Havenkom, een overslaghaven aan de Zuidwillemsvaart tussen de vestingwerken van de Nieuwe Bossche Fronten, werd rond 1875 eveneens op aandringen van de firma Regout aangelegd. De rangeerterreinen en opslagloodsen nabij het Station Boschpoort, die eveneens door toedoen van de Regouts tot stand kwamen, zijn vrijwel allemaal verdwenen.
Van de tegelfabriek "De Bek" in Limmel is vrijwel niets bewaard gebleven. De historische bebouwing op dit zogenaamde Tregaterrein werd in 1990 nog gerekend tot het industrieel erfgoed in Maastricht, maar werd in 2010-11 in opdracht van een investeringsmaatschappij gesloopt. Alleen een deel van de fabrieksmuur aan de Willem Alexanderweg bleef gespaard. Over eventueel bewaard gebleven erfgoed bij de vele bedrijven die in de tweede helft van de 20e eeuw korte of langere tijd verbonden waren met Sphinx, is weinig bekend. De fabriekshal van de aardewerkfabriek "De Toekomst" in Oosterhout is gesloopt; het bijbehorende woonhuis en kantoor aan de Bredaseweg kregen een andere bestemming. Het kantoorgebouw van de tegelfabriek in Hemiksem bleef bewaard.

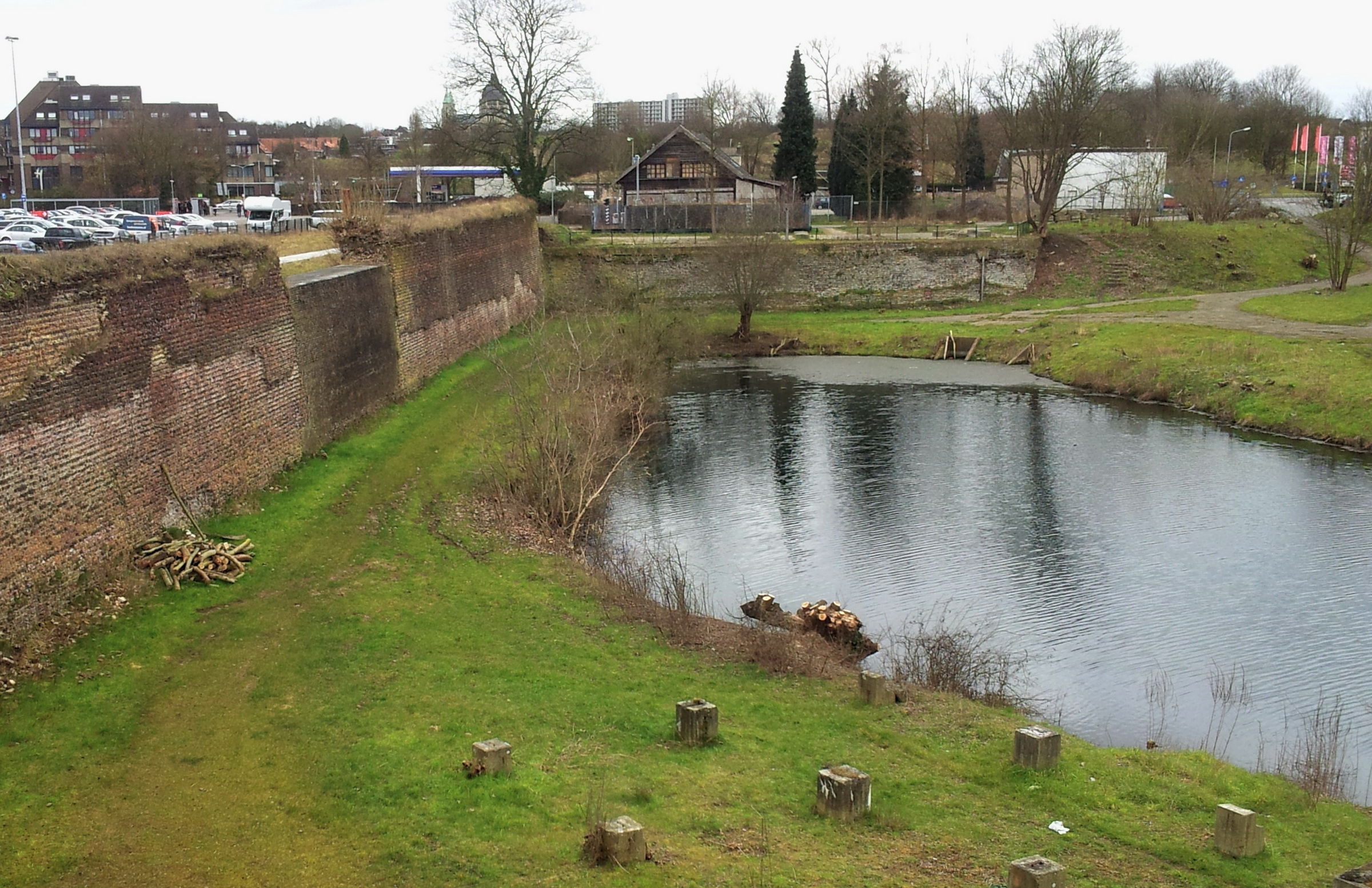
Havenkom te midden van vestingwerken Lage Fronten
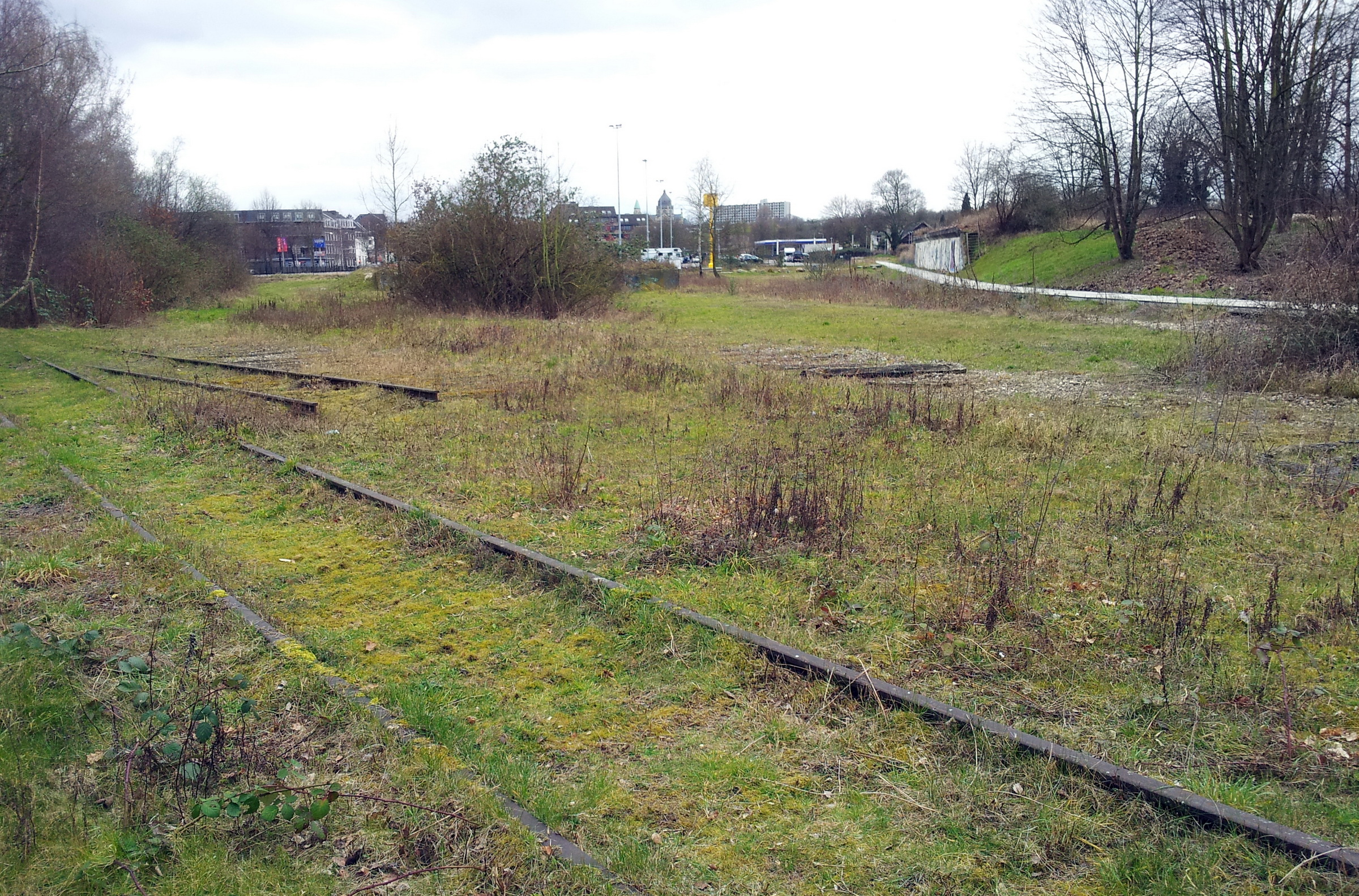
Restanten rangeerterrein Lage Fronten
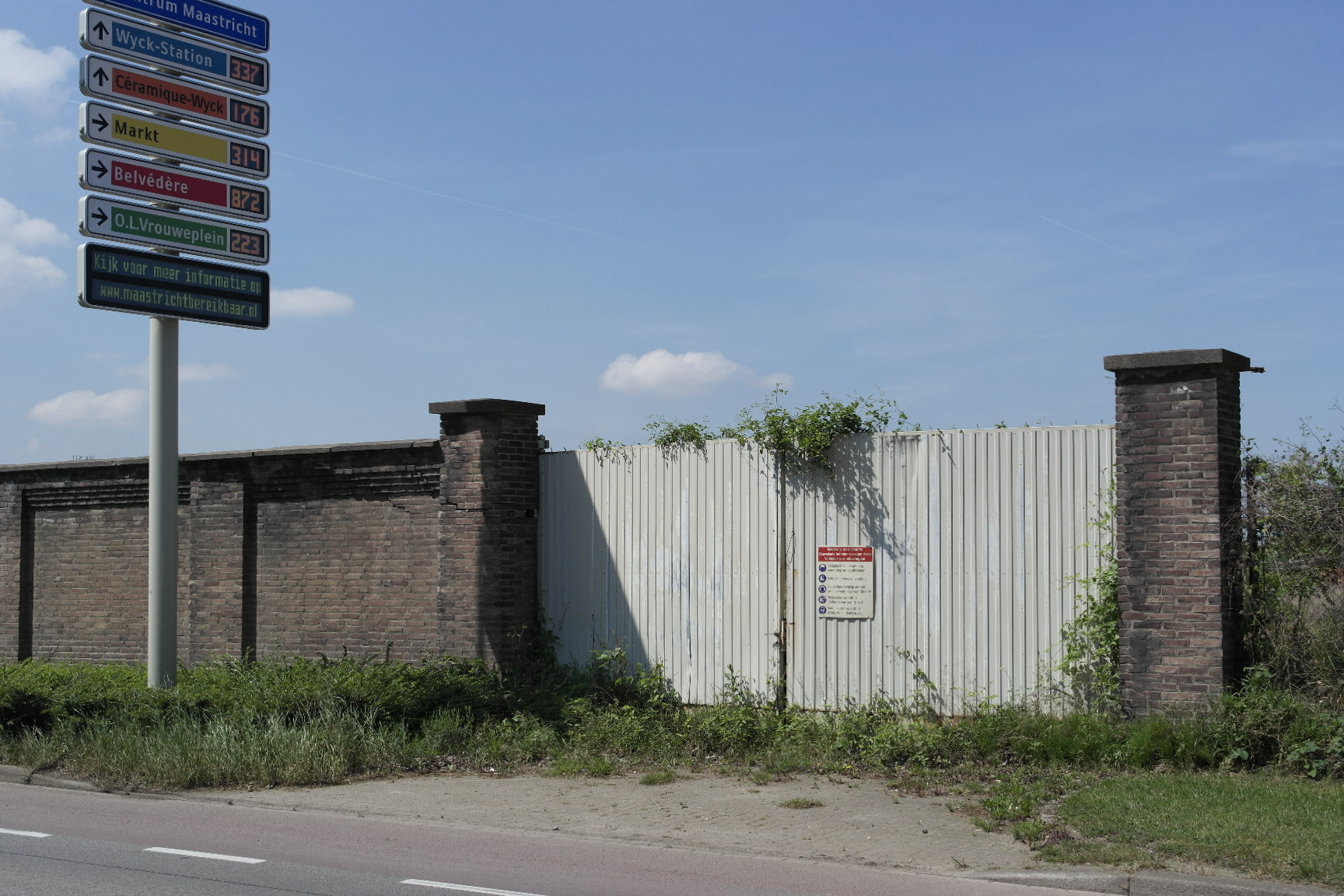
Fabrieksmuur en -poort, tegelfabriek Limmel
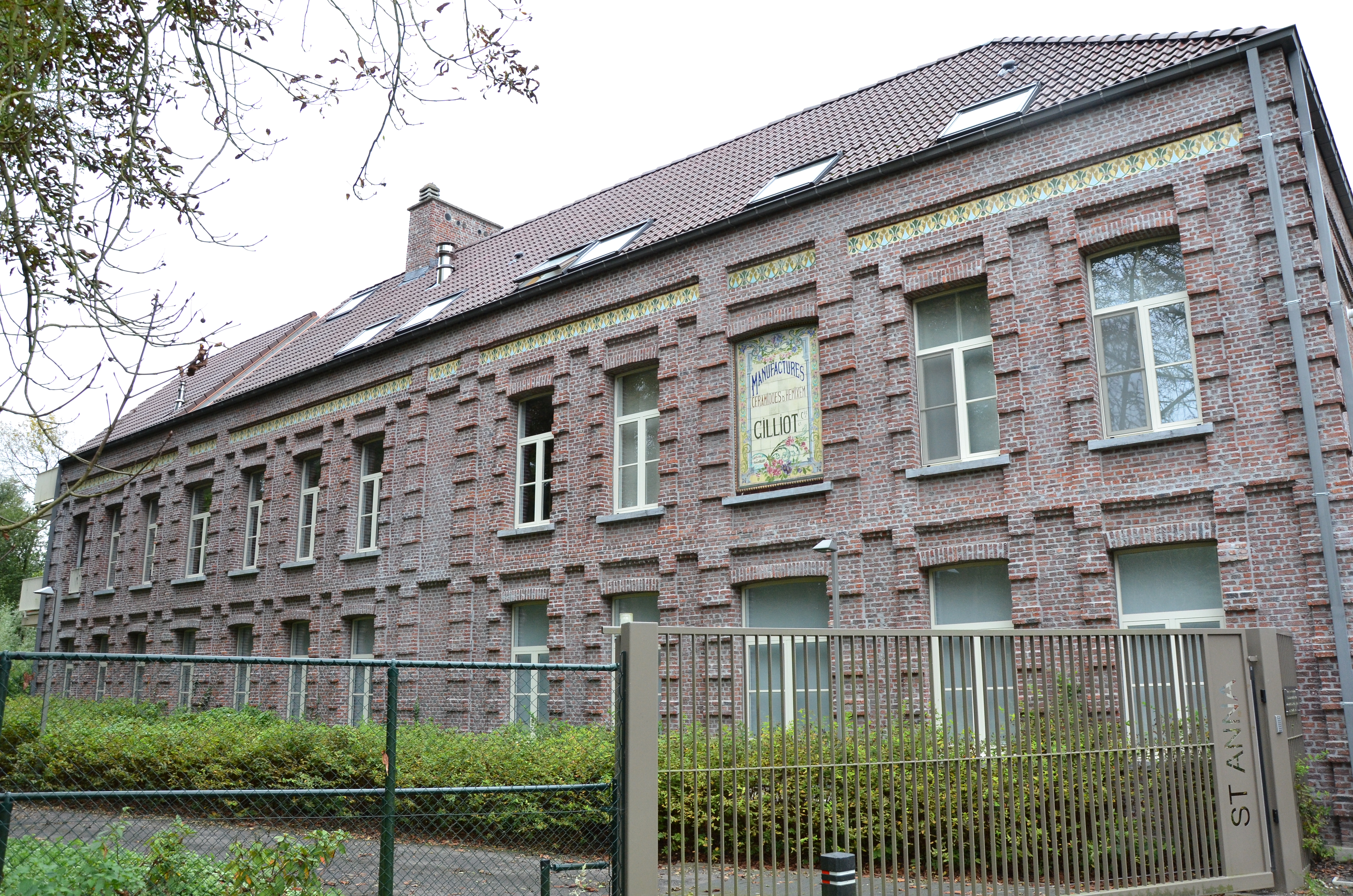
Kantoorgebouw keramiekfabriek, Hemiksem

Van de huisvesting van Sphinx-arbeiders resteren nog schaarse voorbeelden aan de Herbenusstraat (met jaarsteen "R-P 1882", ter ere van Petrus (II) Regout en zijn vrouw Amélie Polis) en Achter de Barakken (ca. 1950). De door Petrus (I) Regout in 1864 gebouwde Cité Ouvrière in de arbeiderswijk Boschstraat-Oost is in 1919 verkocht aan de gemeente Maastricht, in 1928 ontruimd en in 1938 gesloopt. Het door Petrus (II) Regout in 1881 gebouwde Quartier Amélie (Maastrichts: "Krejjedörp") nabij de Spoorbrug werd bij een bombardement in 1944 grotendeels verwoest en het restant later gesloopt.
Wel bewaard bleven diverse huizen en landgoederen in en rondom Maastricht, die Petrus Regout voor zichzelf en zijn kinderen liet (ver)bouwen. Voorbeelden zijn de voormalige Refugie van Hocht aan de Boschstraat 45, die hij in 1861 aankocht en intern liet verbouwen, kasteel Vaeshartelt en de buitenhuizen Klein Vaeshartelt, La Grande Suisse, La Petite Suisse en Villa Canne. Andere huizen die resteren, maar eerst na het overlijden van de stamvader (1878) zijn aangekocht, gebouwd, of via huwelijken verworven, zijn Villa Kruisdonk, kasteel Meerssenhoven, kasteel Hoogenweerth en kasteel Bethlehem.

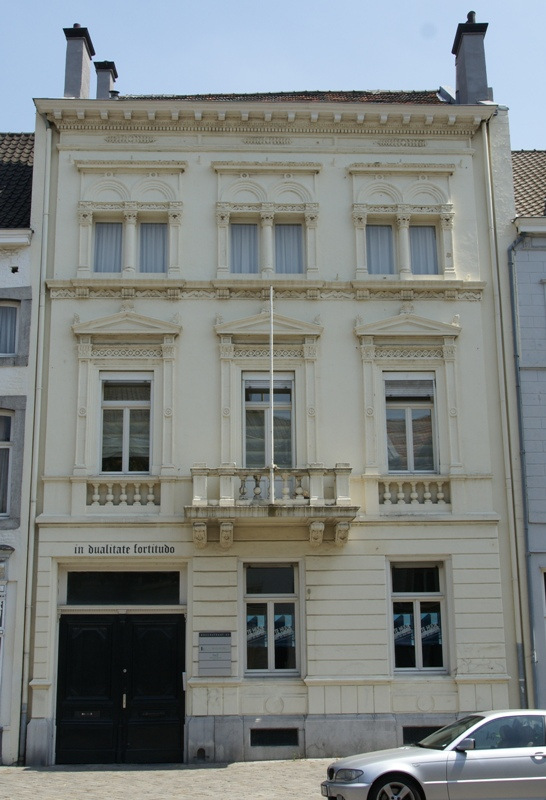
Boschstraat 45
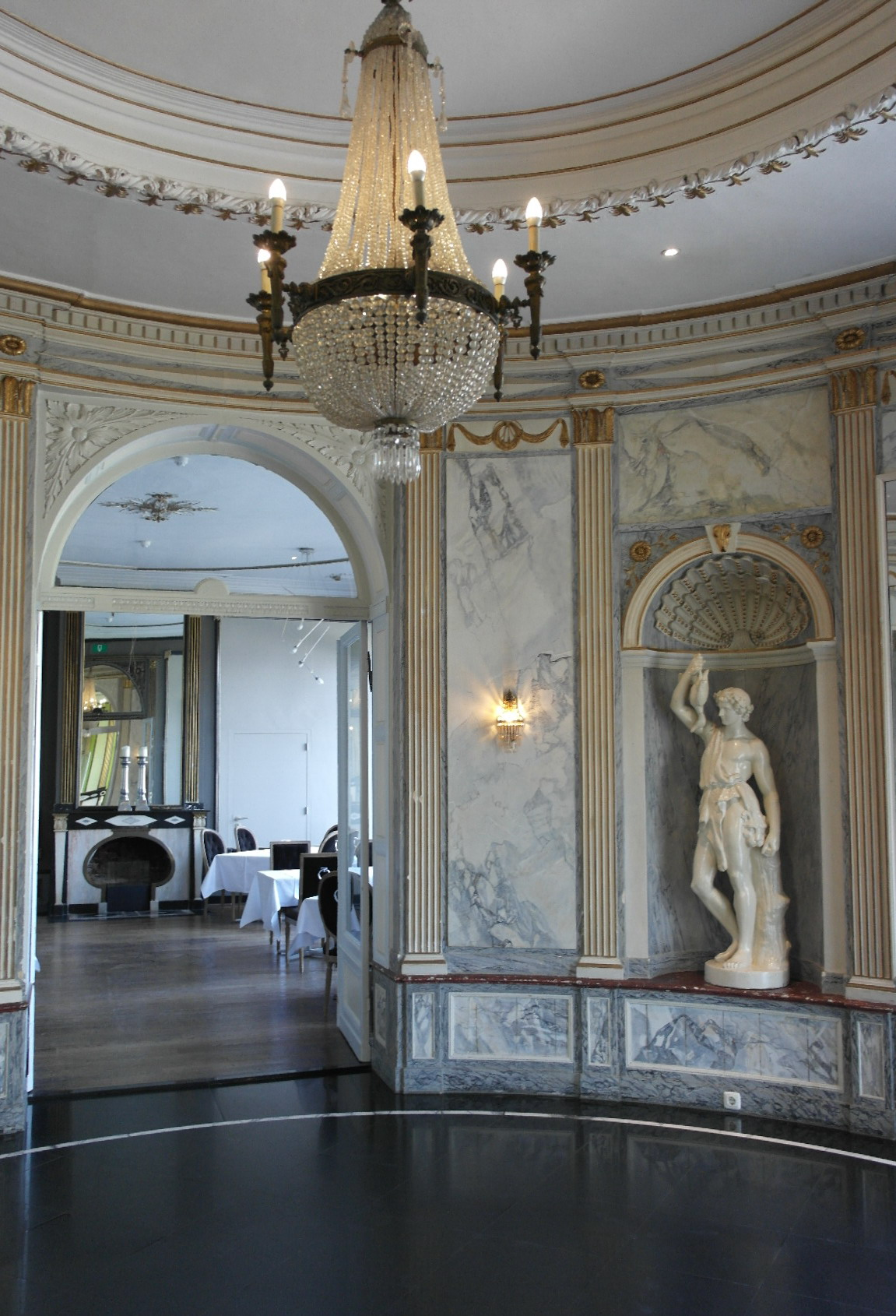
Vaeshartelt, interieur
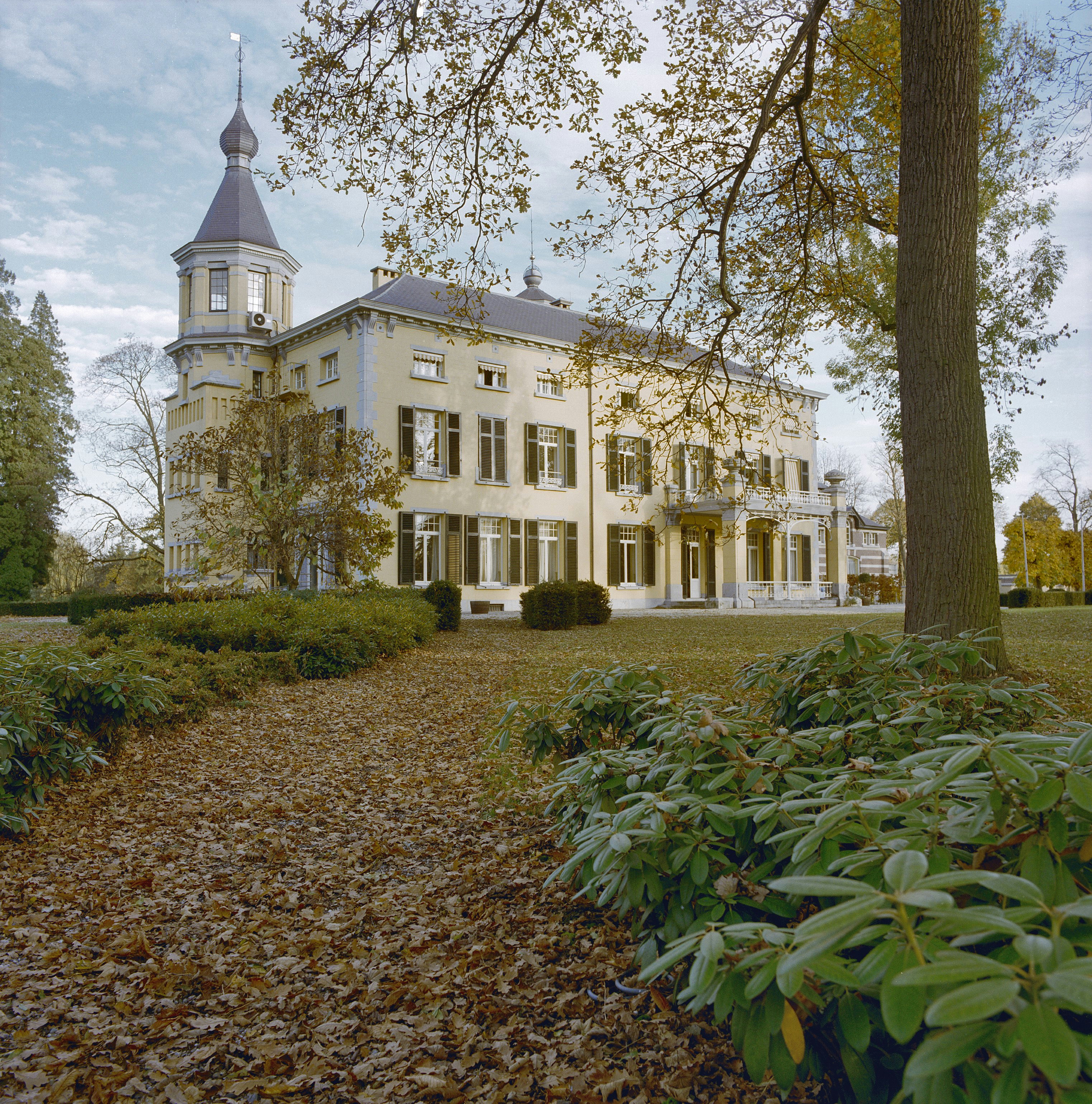
Villa Kruisdonk
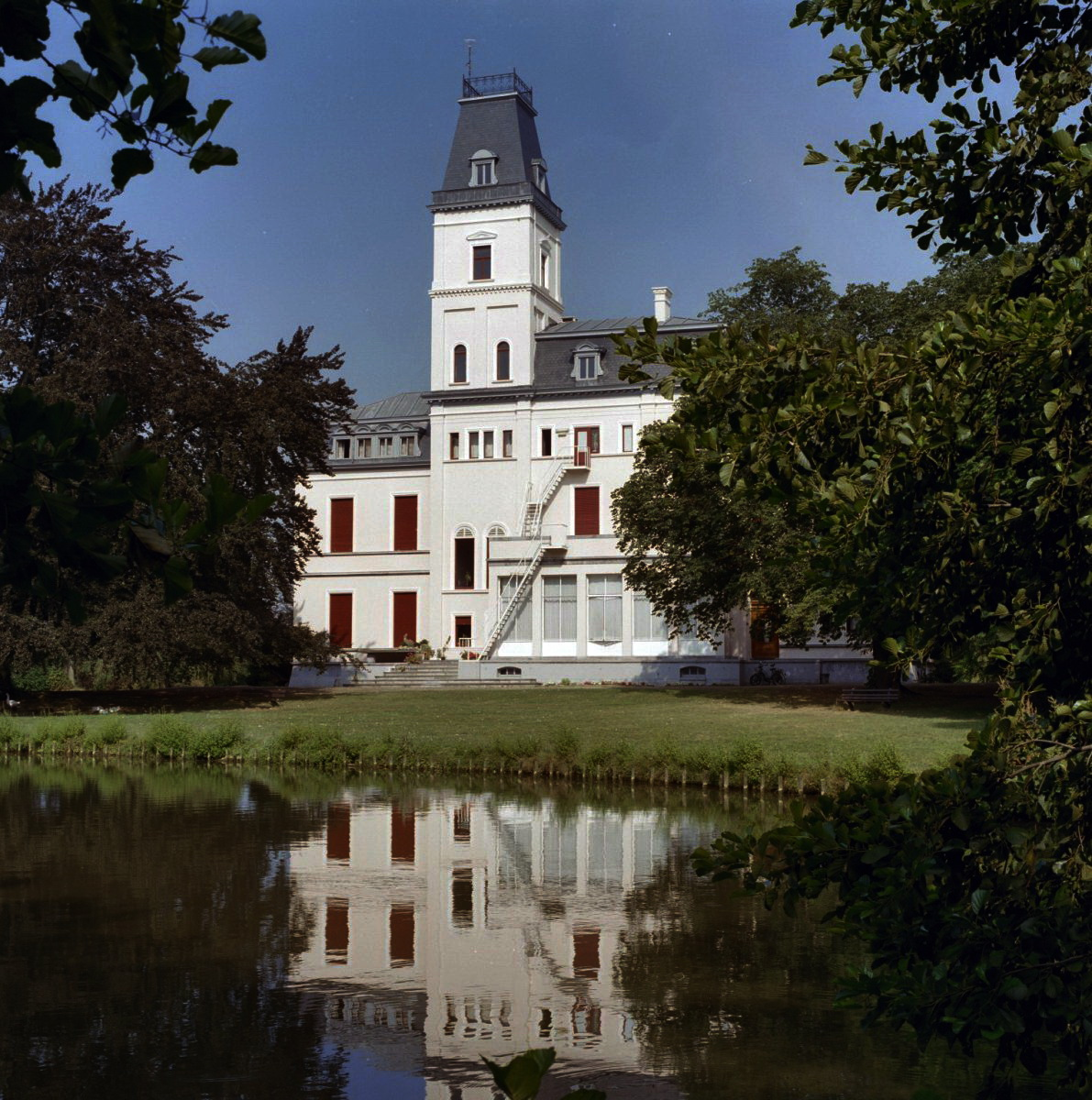
Villa Kanjel / La Petite Suisse

### Producten
De kernactiviteit van De Sphinx was sinds het midden van de 19e eeuw de productie van aardewerk; aanvankelijk nog onversierd, vanaf 1840 ook bedrukt aardewerk. De meeste modellen en drukdecors werden ingevoerd uit Engeland, in het bijzonder uit het centrum van aardewerkfabricage the Potteries (Stoke-on-Trent en omgeving). Om deze reden onderscheidt het vroege Regout-aardewerk zich nauwelijks van het Engelse. Uitzonderingen hierop vormen het handbeschilderde boerenbont, dat van omstreeks 1840 tot 1969 aan de Boschstraat werd geproduceerd, en een curieuze serie rijstkommen, schalen en sakeflesjes, die Regout omstreeks 1859 speciaal voor een Japanse handelsmissie liet ontwerpen. In de jaren 1880 nam Regout twee modelleurs, Lahaye en Lamour, in dienst. Vanaf 1891 was de aardewerkfabriek van neef Frederik Regout actief, die een vergelijkbaar assortiment produceerde, doch slechts vijf jaar in bedrijf is geweest en daarna werd overgenomen door het moederbedrijf. Er is weinig bekend over dit zeldzame aardewerk.
Het zou nog tot 1917 duren voor De Sphinx herkenbare producten ging produceren. Op 1 januari van dat jaar werd Johan Lint als eerste gediplomeerde ontwerper en chef-modelleur in dienst genomen. Zijn belangrijkste ontwerp is het servies Clary uit 1917. In 1924 volgde Willem Rozendaal hem op als ontwerper. Hij ontwierp verschillende gedenkborden en serviezen, waaronder het servies Serail (1925), dat uitgevoerd is in het zogenaamde gietproces, waarmee De Sphinx omstreeks 1900 was begonnen te experimenteren.
Rozendaal werd in 1929 opgevolgd door de beeldhouwer Charles Vos, die een half jaar voor De Shinx werkte. Hij ontwierp het bekende beeldje van de liggende sfinx, dat diende als reclamemateriaal voor winkeliers die Sphinx-aardewerk verkochten. Van 1929 tot 1946 was Edmond Bellefroid als ontwerper in dienst bij De Sphinx, met uitzondering van de periode 1942-1944, omdat hij weigerde zich aan te sluiten bij de Nederlandsche Kultuurkamer. Bellefroid ontwierp in de jaren 30 meer dan 35 serviezen voor De Sphinx. Zo ontwierp hij voor De Bijenkorf in de geest van de nieuwe zakelijkheid het gestroomlijnde, bruin geglazuurde servies Maas en voor HEMA het theeservies Strand (beide 1934). Bellefroid ontwierp ook klassiek aandoende serviezen, als Recamier (1939). In 1930 begon De Sphinx met de productie van hotelporselein (Terra Nova) en na 1945 ook huishoudelijk porselein. In 1950 vertrok Bellefroid naar Mosa en nam De Sphinx een nieuwe hoofdontwerper, Pierre Daems (1950-'69), in dienst, alsmede de ontwerper Wim Visser (1954-'56).
In 1958 fuseerden de twee Maastrichtse aartsrivalen, De Sphinx en Société Céramique. Pierre Daems bleef als hoofdontwerper serviezen en andere keramische producten ontwerpen. Ook het populaire Boerenbont werd tot 1969 voortgezet (daarna gecontinueerd door Royal Boch).

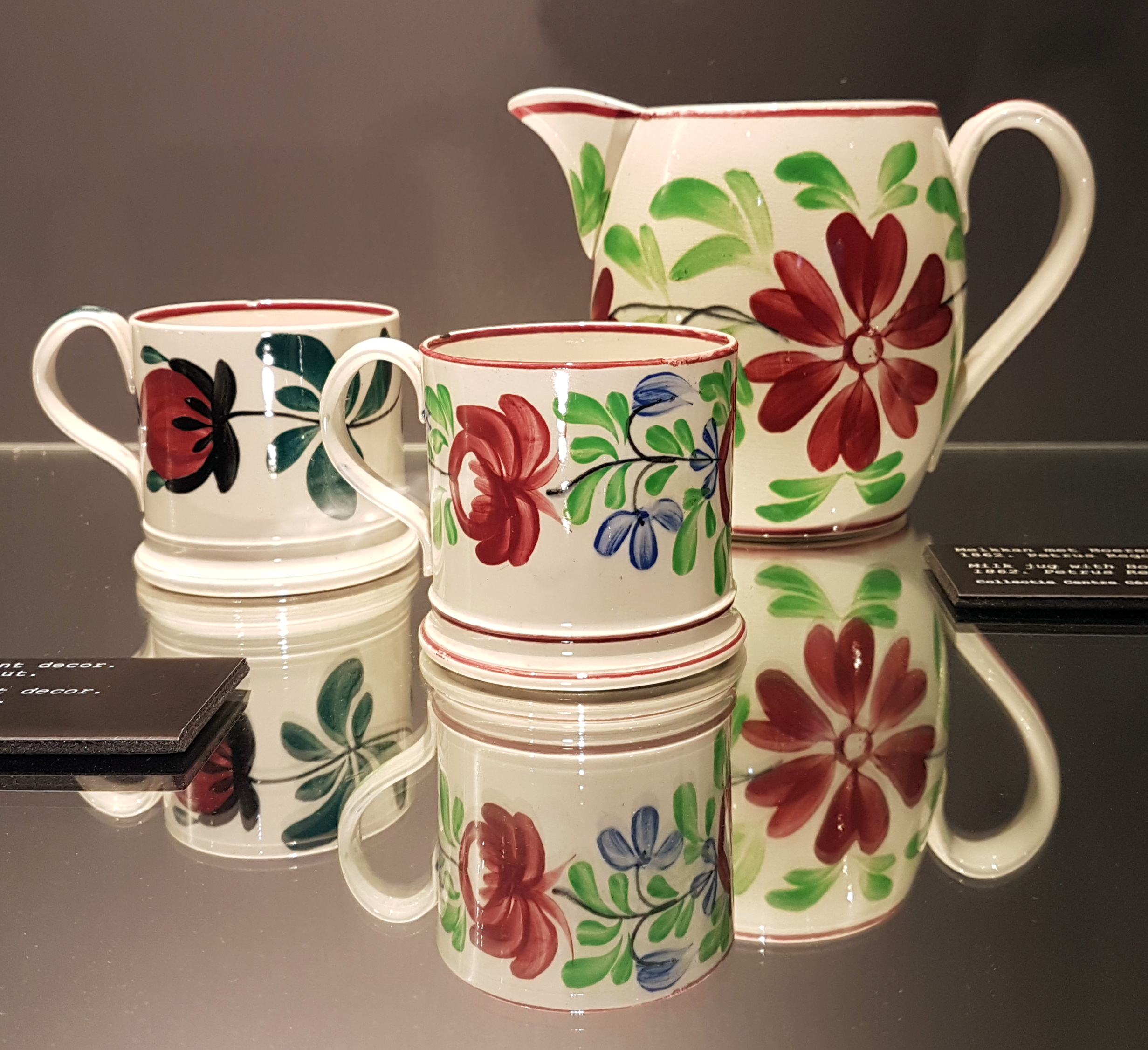
Boerenbont melkkan en mokken, 1862
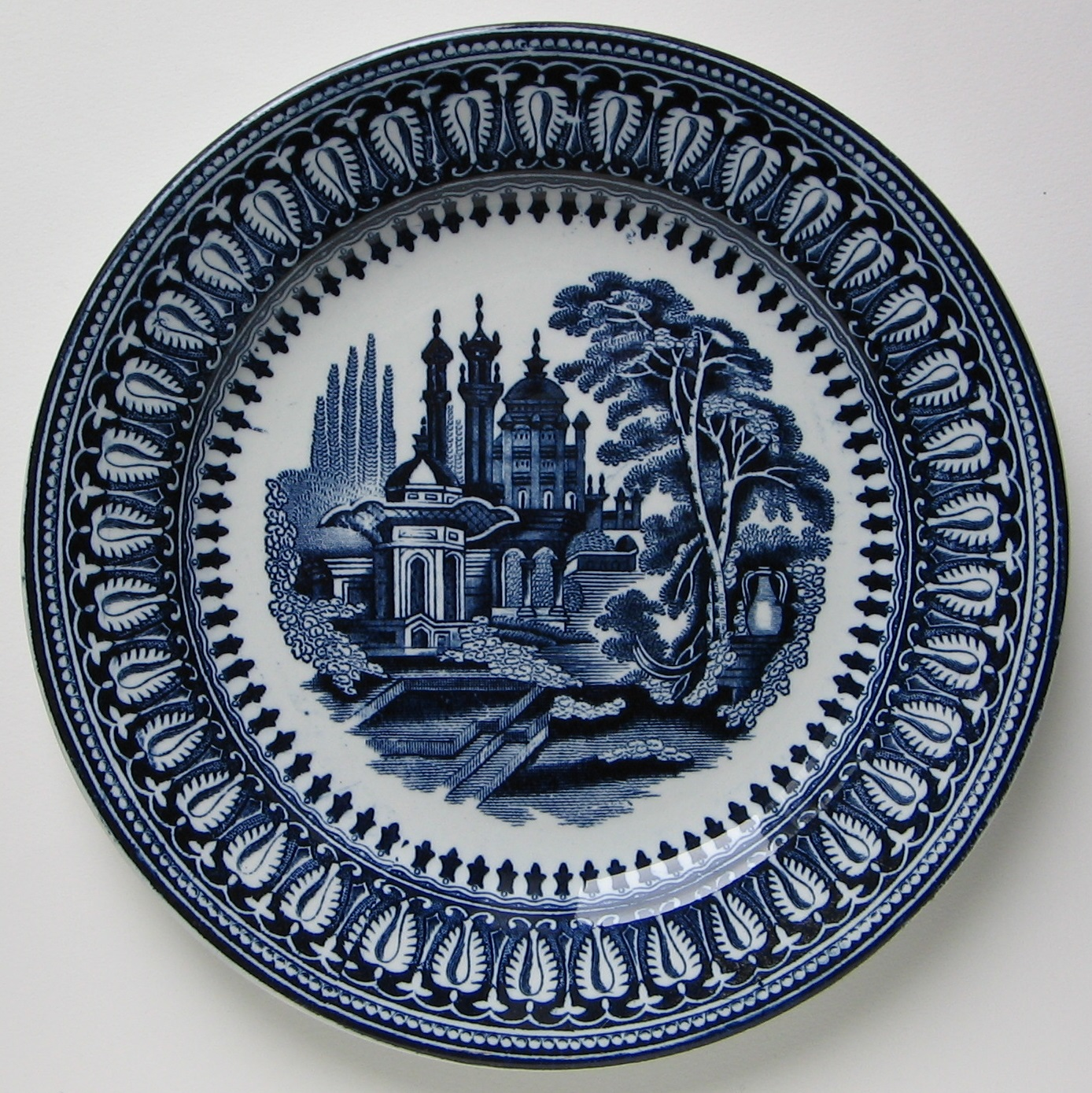
Bord Agra in chinoiseriestijl, 1899-1932
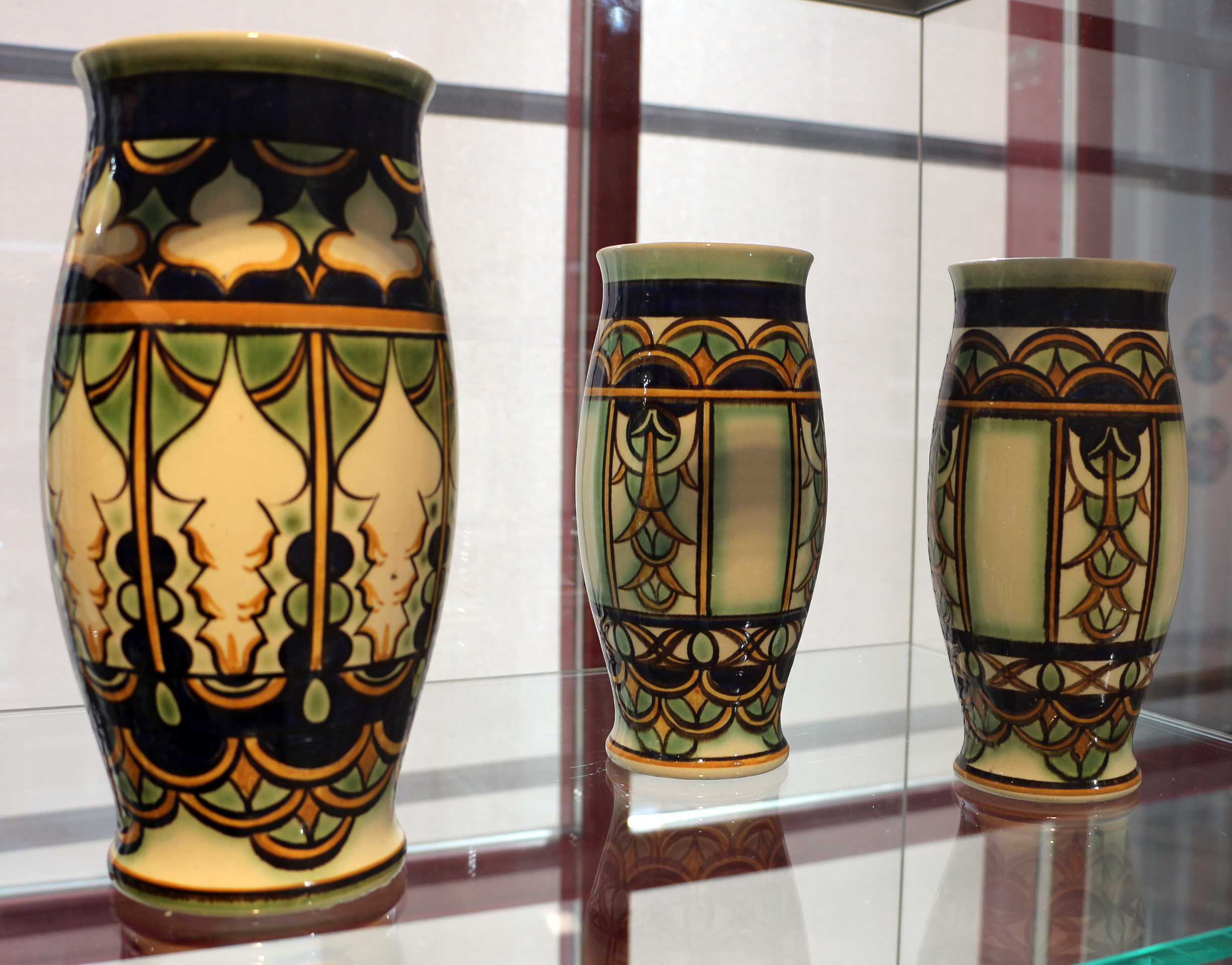
Vazen van Willem Rozendaal, 1924 & 1927
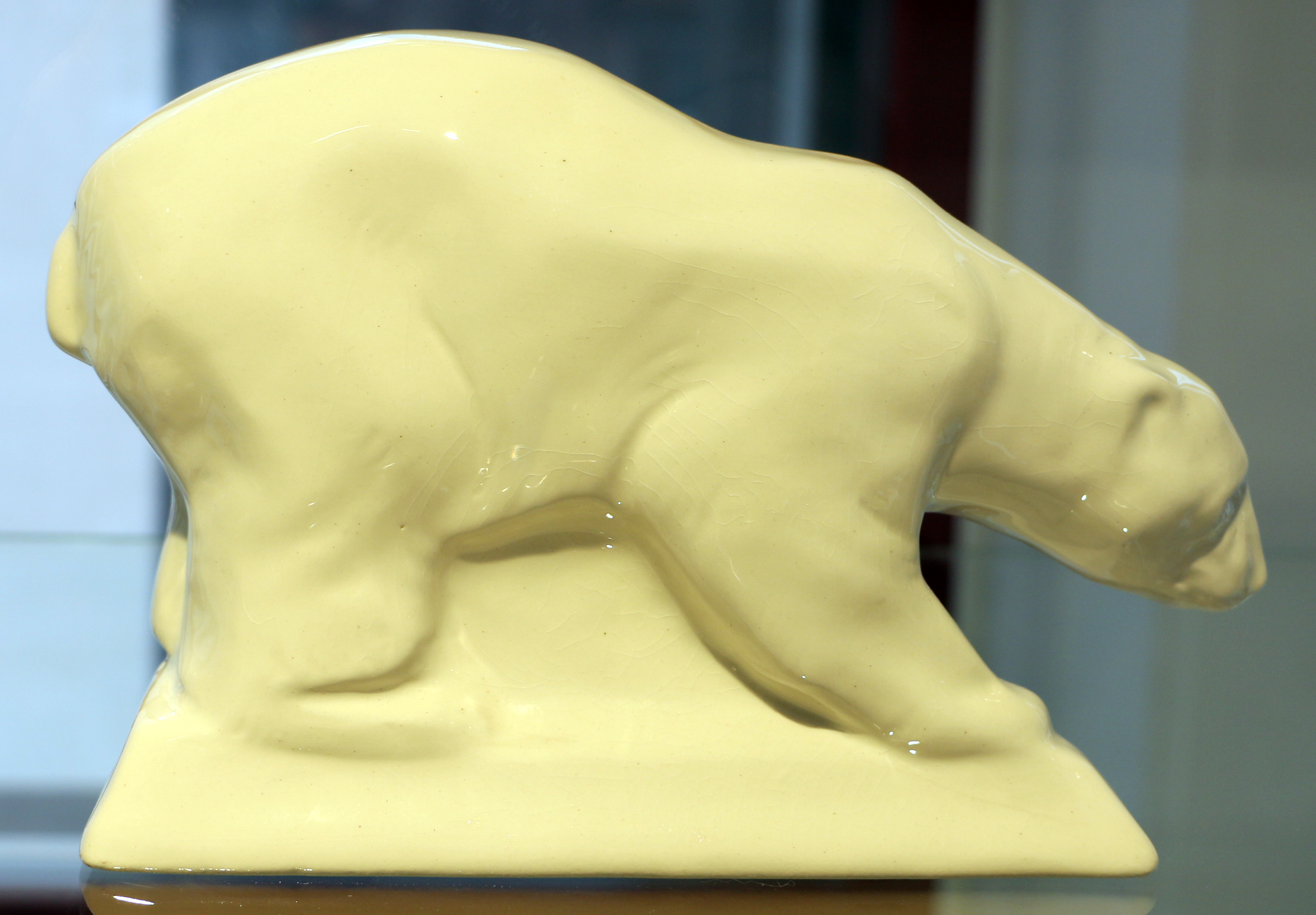
IJsbeer van Charles Vos, 1928-29

In 1969 eindigde de productie van zowel huishoudelijk aardewerk als hotelporselein, waarna het bedrijf zich vrijwel uitsluitend met keramisch sanitair bezighield. Sphinx Sanitair behoorde decennialang bij de toonaangevende producenten van badkuipen, douchebakken, wastafels en toiletpotten in Europa, waarbij de productie voortdurend werd aangepast aan de veranderende smaak van de consument.

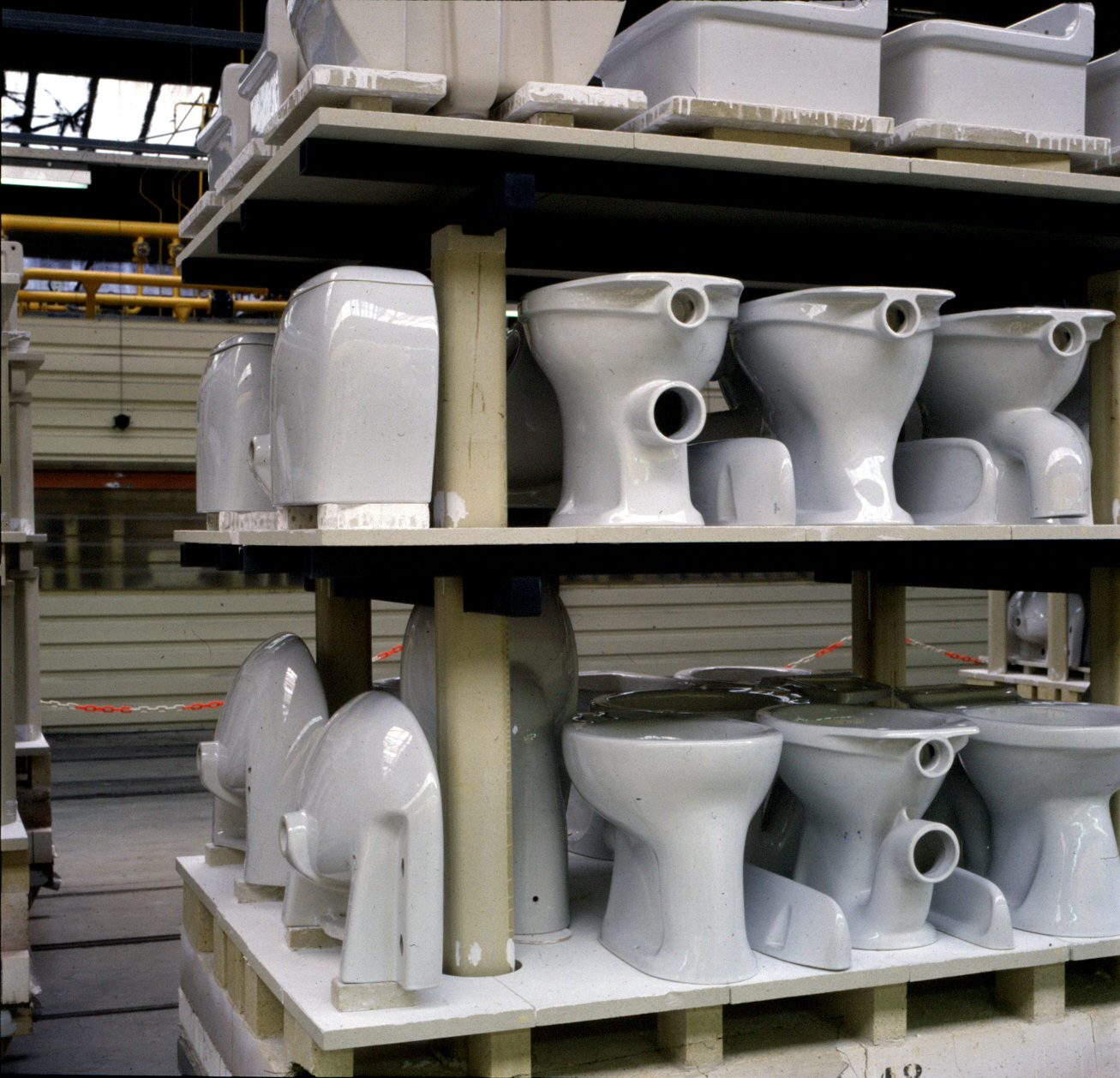
Ovenpallet met sanitair
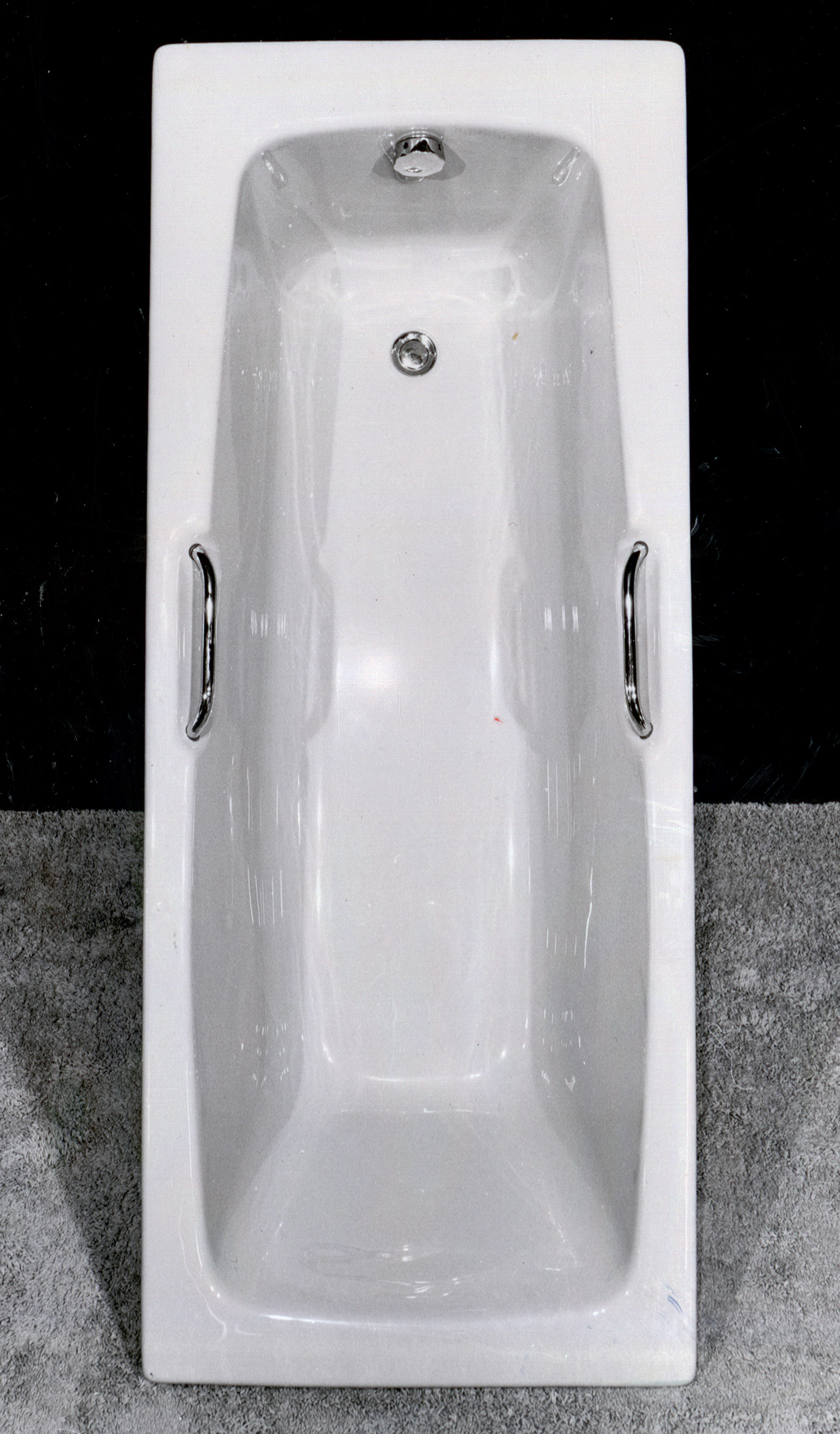
Keramische badkuip
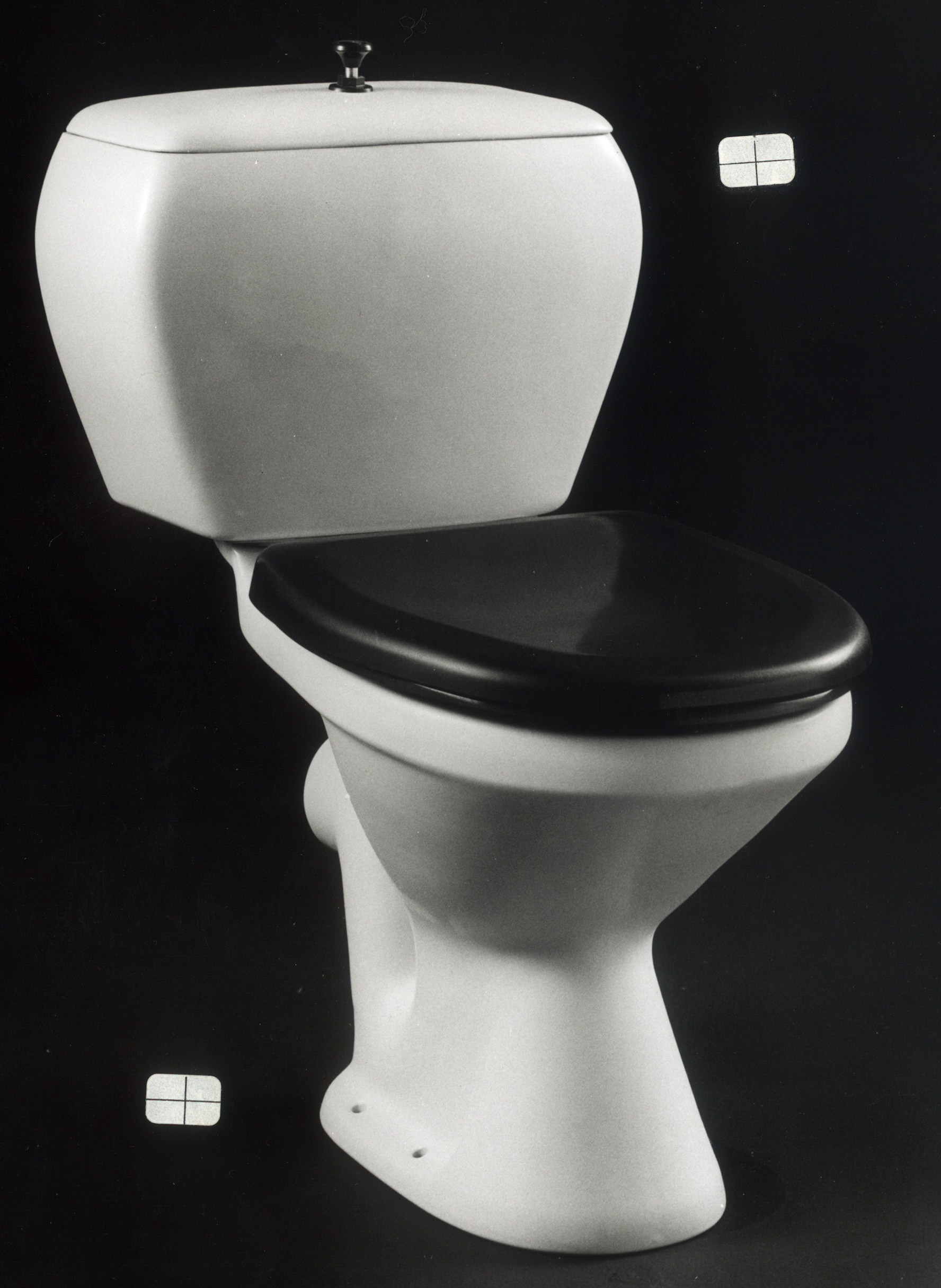
Toiletpot met stortbak
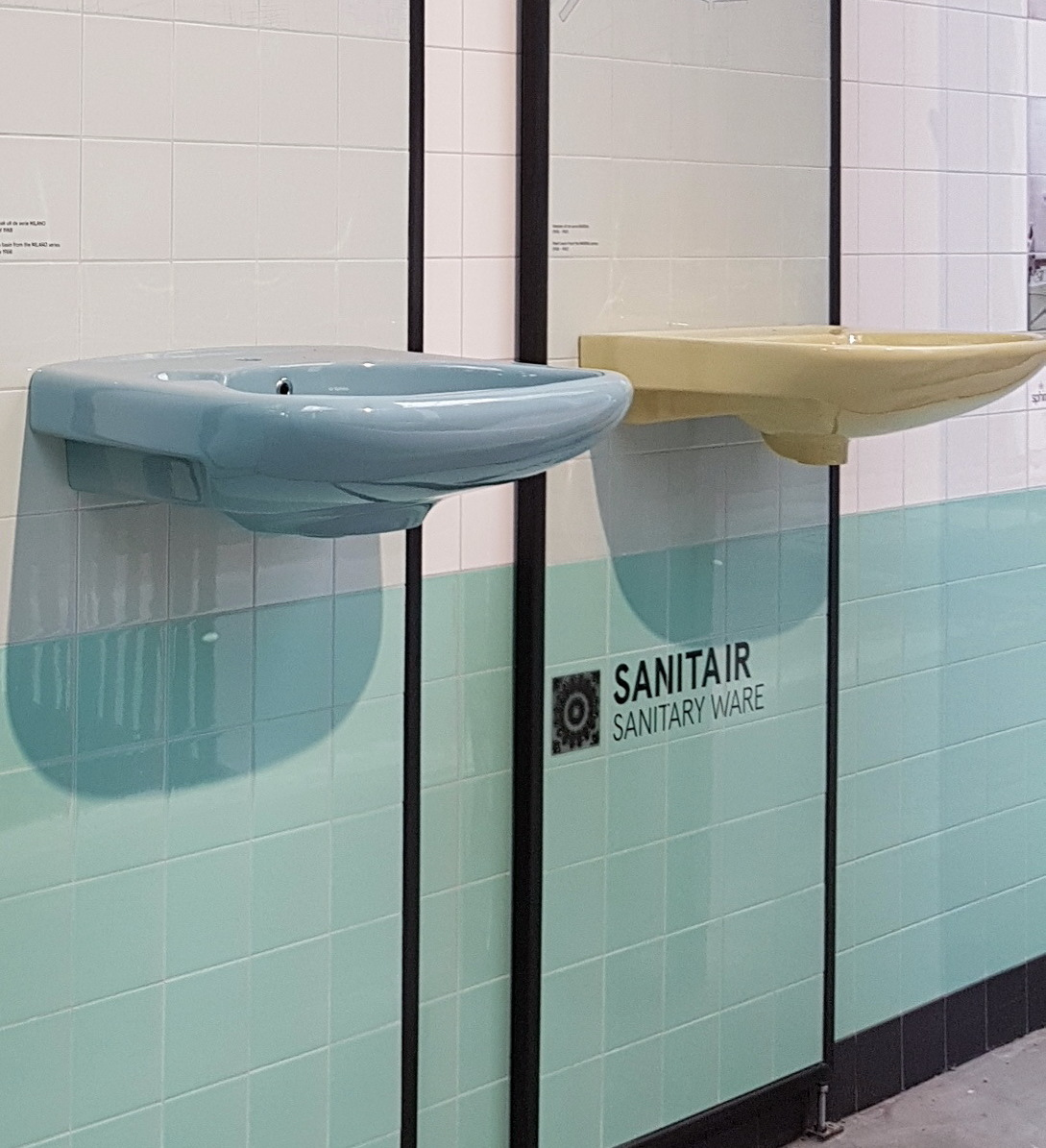
Wasbakken